# Porcellana Ginori a Doccia
Die Porcellana Ginori a Doccia war eine der renommiertesten Porzellanmanufakturen Europas. Sie wurde 1737 von Marchese Carlo Ginori in einer Villa in Doccia (heute ein Stadtteil von Sesto Fiorentino) gegründet. Die Nachkommen von Carlo Ginori führten das Unternehmen bis 1896, als es mit der Società Ceramica Richard in Mailand fusionierte.
„Die künstlerische Entwicklung der Manifattura di Doccia ist besonders ausgeprägt und [...] ein Spiegel der verschiedenen historischen und kulturellen Situationen, die sich in der Geschichte der Toskana über einen Zeitraum von etwa hundertfünfzig Jahren, vom Fall der letzten Medici bis zu den Jahren, in denen Florenz Hauptstadt war, ereignet haben.“

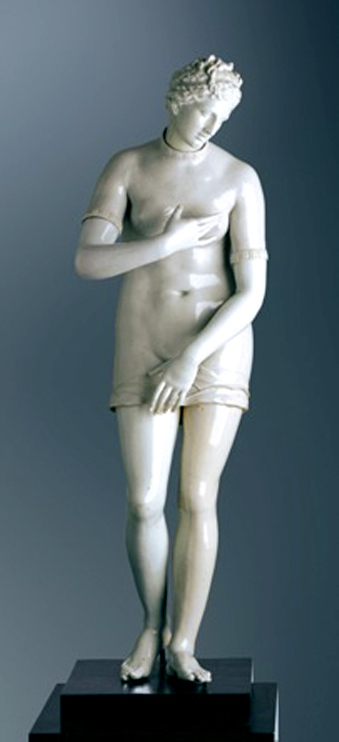
Gaspero Bruschi (?), Venus der Medici (lebensgroße Statue). Ginori a Doccia, um 1747, Museo Richard-Ginori della Manifattura di Doccia

## Die erste Phase: Carlo Ginori
„Bei dieser Suche nach Tonerden habe ich mich hauptsächlich des Feuers als Prüfstein bedient, und in der Tat erforderte meine Tätigkeit im Allgemeinen ein möglichst aktives Feuer, da mit dem gewöhnlichen Schmelzfeuer wenig zu erreichen ist; das Feuer ist hier der ausgezeichnete Analytiker.“

Die Manufaktur Ginori wurde 1737 in Doccia, nur wenige Kilometer von der historischen Stadt Sesto Fiorentino entfernt, in einer Villa gegründet, die der Marchese Carlo Ginori zu Beginn desselben Jahres von dem Senator Francesco Buondelmonti (1689–1774) erworben hatte und die an die Familienvilla grenzte. Im Juli 1737 wurde ein erster Brand in den Öfen der Manufaktur unter der Leitung des römischen Brennmeisters Francesco Leonelli durchgeführt, der Doccia zwischen August und Oktober 1738 verließ.
Diese ersten Ergebnisse waren das Resultat kühner Experimente, die der Marchese, ein Kenner alchemistischer und chemischer Schriften und selbst Chemiker, durchführte. Die enge Freundschaft zwischen Carlo Ginori und Giovanni Targioni Tozzetti trug ebenfalls wesentlich zu seiner chemischen Ausbildung bei, so dass in der Vergangenheit fälschlicherweise angenommen wurde, der bedeutende Florentiner Naturforscher habe zu Beginn seiner Tätigkeit bei Ginori die Rolle eines Arkanisten gespielt. Dies wird durch eine Untersuchung der Unterlagen in den Ginori-Archiven bestätigt, die Carlo als den „einzigen Arkanisten“ der Manufaktur ausweisen.

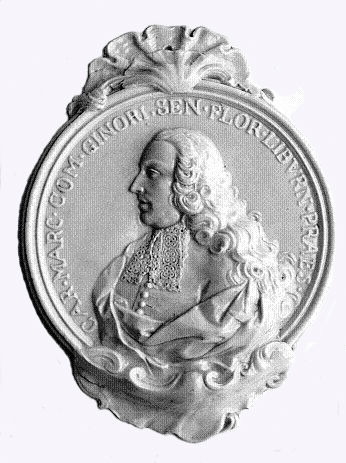
Porzellanmedaillon mit „Porträt des Marchese Carlo Ginori“ Ginori a Doccia, um 1745, Museo Richard-Ginori della Manifattura di Doccia.

Als Beweis für seine unermüdlichen Forschungen zum Thema Porzellan verfasste er ein Büchlein mit dem Titel Theorie der für die Porzellanherstellung geeigneten Zutaten, in dem er seine Erfahrungen in der Manufaktur, seine Ängste, seine persönlichen Erwartungen, seine Kenntnisse der Chemie und seine Kritik an bekannten chemischen und alchemistischen Texten niederschrieb.
In diesem Sinne überwachte er sein ganzes Leben lang die Zusammensetzung der Mischungen, die Beschaffung der besten Tonerden, einschließlich der am häufigsten verwendeten aus dem Tretto–Tal bei Vicenza und aus Montecarlo, die Einrichtung der Brennöfen, entweder durch seine direkte Anwesenheit oder durch genaue Berichte, und sorgte auch aus der Ferne während seiner häufigen Reisen für den reibungslosen Ablauf des gesamten Vorbereitungs- und Brennprozesses.
Die ersten Versuche betrafen mit ziemlicher Sicherheit nur die Majolika und vielleicht einige zaghafte Versuche, Porzellan zu erzeugen, dessen Herstellung zum ersten Mal am 6. Juli 1739 erwähnt wird, als eine Zahlung „an Fornacjai delle porcellane“ verzeichnet wird: „[...] die Herstellung von Porzellan ist der Hauptzweck des Unternehmens, während die Herstellung von Majolika nur ein Nebenprodukt ist, das von der glücklichen Erinnerung des Marquese Carlo gefunden wurde, um das erstere besser zu ermöglichen.“
Es bestätigt sich also, dass das Experimentieren mit Porzellan zunächst durch die Herstellung und den Verkauf von Majolika und – unter Berufung auf die „glückliche Erinnerung“ – durch die Vertrautheit und Aufmerksamkeit für Keramik, die Carlo seit seiner Jugend im familiären Umfeld genossen hatte, finanziell unterstützt wurde.

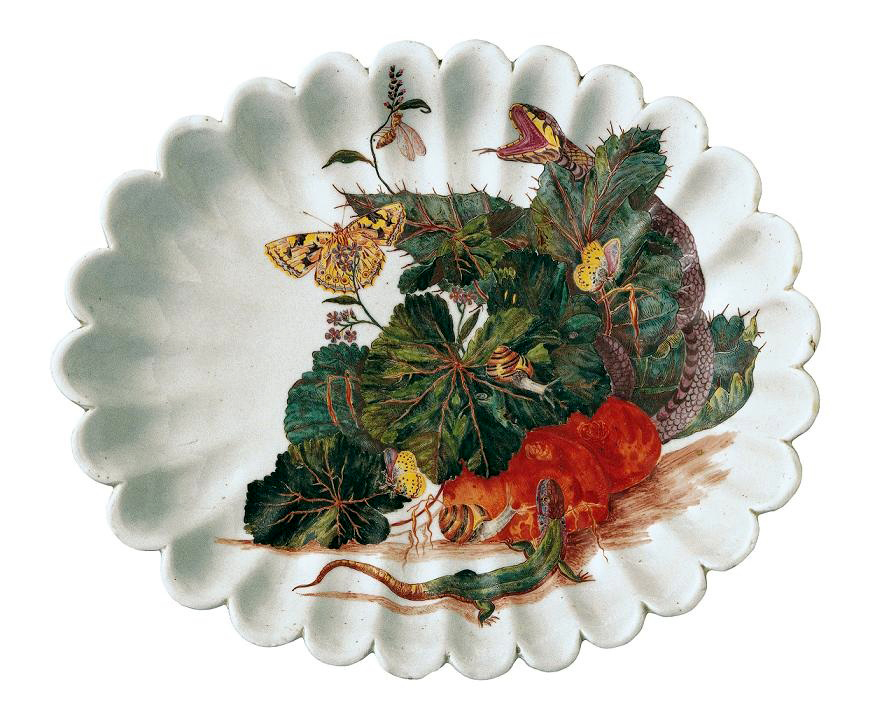
Anton Anreiter von Ziernfeld, Obstschale mit Pflanzen- und Schlangendekor in natürlichen Zustand, Ginori a Doccia, datiert 1746. Museo Richard-Ginori della Manifattura di Doccia.

Leonardo Ginori Lisci erwähnte 1963 erstmals, dass die ersten Porzellane aus Doccia, die auf das Jahr 1740 datiert werden können, einige vom Chefmaler der Manufaktur, Johann Carl Wendelin Anreiter von Zirnfeld, fein bemalte Tassen waren, die dieser nach Wien brachte, um sie dem zukünftigen Großherzog der Toskana, Franz Stefan von Lothringen, zu schenken. Anreiters Reise stand im Zeichen der Hoffnung Carlo Ginoris, vom Großherzog „[...] das ersehnte Privileg für die Porzellanherstellung im Großherzogtum Toskana“ zu erhalten, was am 3. März 1741 durch den Präsidenten des Regentschaftsrates Marc de Beauvau, Prinz von Craon, geschah.
Carlo Ginori hatte den jungen Carl Anreiter überredet, ihm 1737 nach Florenz zu folgen, als er nach Wien reiste, um dem neuen Großherzog der Toskana seine Aufwartung zu machen. Er war ein Maler mit bemerkenswerten Qualitäten: Er wurde in Schemnitz, dem heutigen Banská Štiavnica in der Slowakei, als Sohn aus Bozen stammender Eltern geboren und verbrachte dort seine gesamte Kindheit. Nach Abschluss seiner künstlerischen Ausbildung zog er in die österreichische Hauptstadt, wo er als angestellter Dekorateur in die Manufaktur von Claudius Innocentius du Paquier eintrat und später als Hausmaler arbeitete.

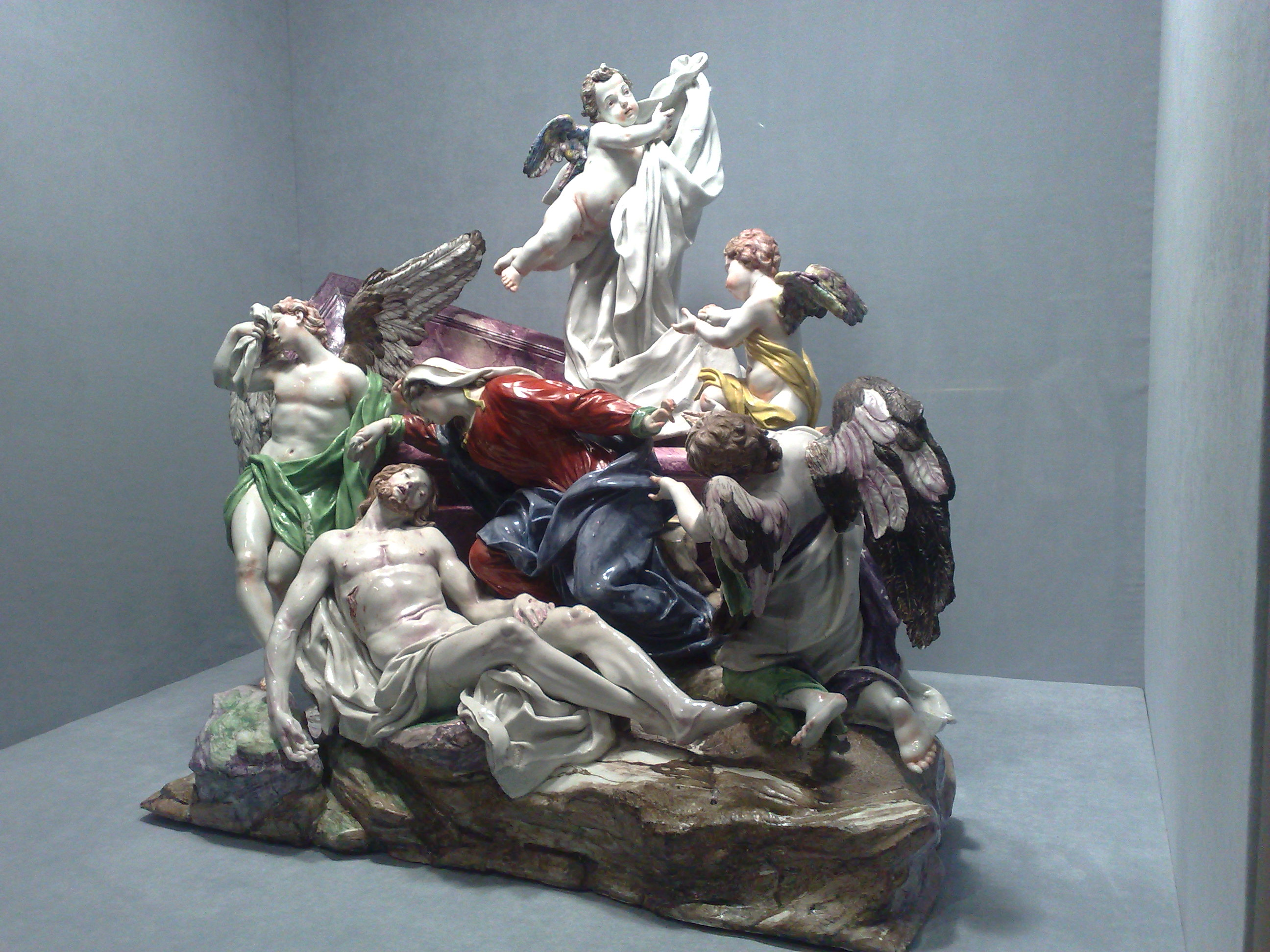
Gaspero Bruschi, Pietà, (nach einem Modell von Massimiliano Soldani Benzi). Ginori a Doccia, um 1745, Los Angeles County Museum of Art.

Er stellte ihn mit einem regulären Vertrag sowohl als Maler als auch als Leiter der Maler ein, um „Steingut, Porzellan und andere Dinge zu vergolden und zu glasieren und alles, was er weiß, denjenigen beizubringen, die von dem oben genannten Signore Carlo Ginori angestellt werden“. Er kam mit seiner Frau und seinen Kindern nach Florenz; unter ihnen war Anton Anreiter, der zuerst in Doccia und dann in Wien ein hervorragender Porzellanmaler werden sollte.
Der Marchese Carlo Ginori, der in der ersten Hälfte des 18. Jahrhunderts eine herausragende politische, wissenschaftliche und kulturelle Persönlichkeit in Europa war, umgab sich sofort mit Mitarbeitern, die dafür sorgten, dass die von ihm gegründete Manufaktur bald mit den bedeutendsten europäischen Manufakturen in Bezug auf stilistische und formale Qualität konkurrieren konnte.
Unter ihnen sind zu erwähnen:
- Gaspero Bruschi, ein junger Bildhauer und ehemaliger Schüler der Accademia delle Arti del Disegno in Florenz, der zur Leitung der Abteilung „für die Räume der Modelle und Formen“ berufen wurde";[9]
- Johann Georg Deledori, in neueren Studien auch als Giorgio delle Torri bezeichnet, ein Österreicher, war für die Öfen zuständig;[10]
- Jacopo Fanciullacci, zunächst Deledoris Assistent, löste ihn im Frühjahr 1743 ab, als dieser nach Wien zurückkehrte, und war später auch für die „Zubereitung von Ton und Farbe“ zuständig;[N 12][11]
- Nicholas Lhetournaus, ein aus Nevers in Frankreich stammender Keramiker, der zur Leitung der Majolika-Manufaktur „in seinem Landhaus in Doccia“ berufen wurde und nur wenige Monate nach seiner Ankunft in Florenz starb.[N 13][4]

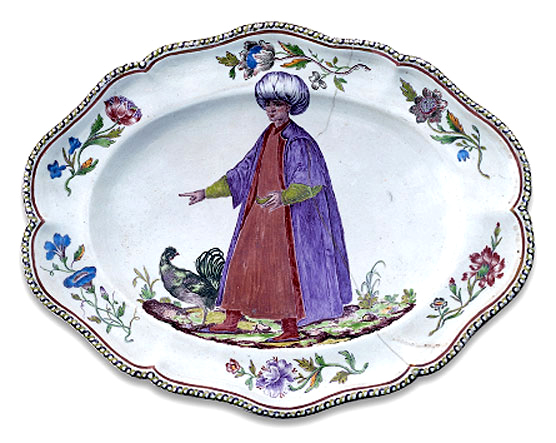
Tablett mit Figur eines türkischen Edelmannes. Ginori a Doccia, um 1745, Museo Richard-Ginori della Manifattura di Doccia.

Um der Manufaktur eine künstlerische und produktive Kontinuität und Homogenität zu verleihen, bemühte sich Marchese Carlo darum, innerhalb der Manufaktur eine Schule zu gründen, in der die Meister als Künstler wirkten und die Schüler zu ihren fähigsten und willigsten Arbeitern aufrücken konnten. Zugleich gelang es Carlo Ginori auch, für die vielversprechendsten Nachwuchskräfte zwei Plätze an der berühmten Accademia delle Arti del Disegno in Florenz zu reservieren.
Um das industrielle Genie des Marchese Ginori zu verstehen, muss man wissen, dass die Manufaktur von fast allen Bewohnern des Gutshofes Doccia betrieben wurde, die sich schnell zu Malern, Drechslern, Brennern und Porzellanmasse-Manipulatoren mit erstaunlichen Ergebnissen entwickelten.
In Bezug auf die Dekorformen, die in der Fabrik von Ginori in der Anfangszeit verwendet wurden, stellt Alessandro Biancalana fest, dass es keine vollständigen Verzeichnisse gibt, aus denen man Informationen über die verschiedenen Dekortypen ableiten kann. Er ist sogar der Meinung, dass „das erste dieser Verzeichnisse dasjenige ist, das im Inventario delle porcellane e Maioliche ritrovate in essere questo dì 25 ottobre 1743 nel Magazzino in mano a Giuseppe Sarti enthalten ist“.

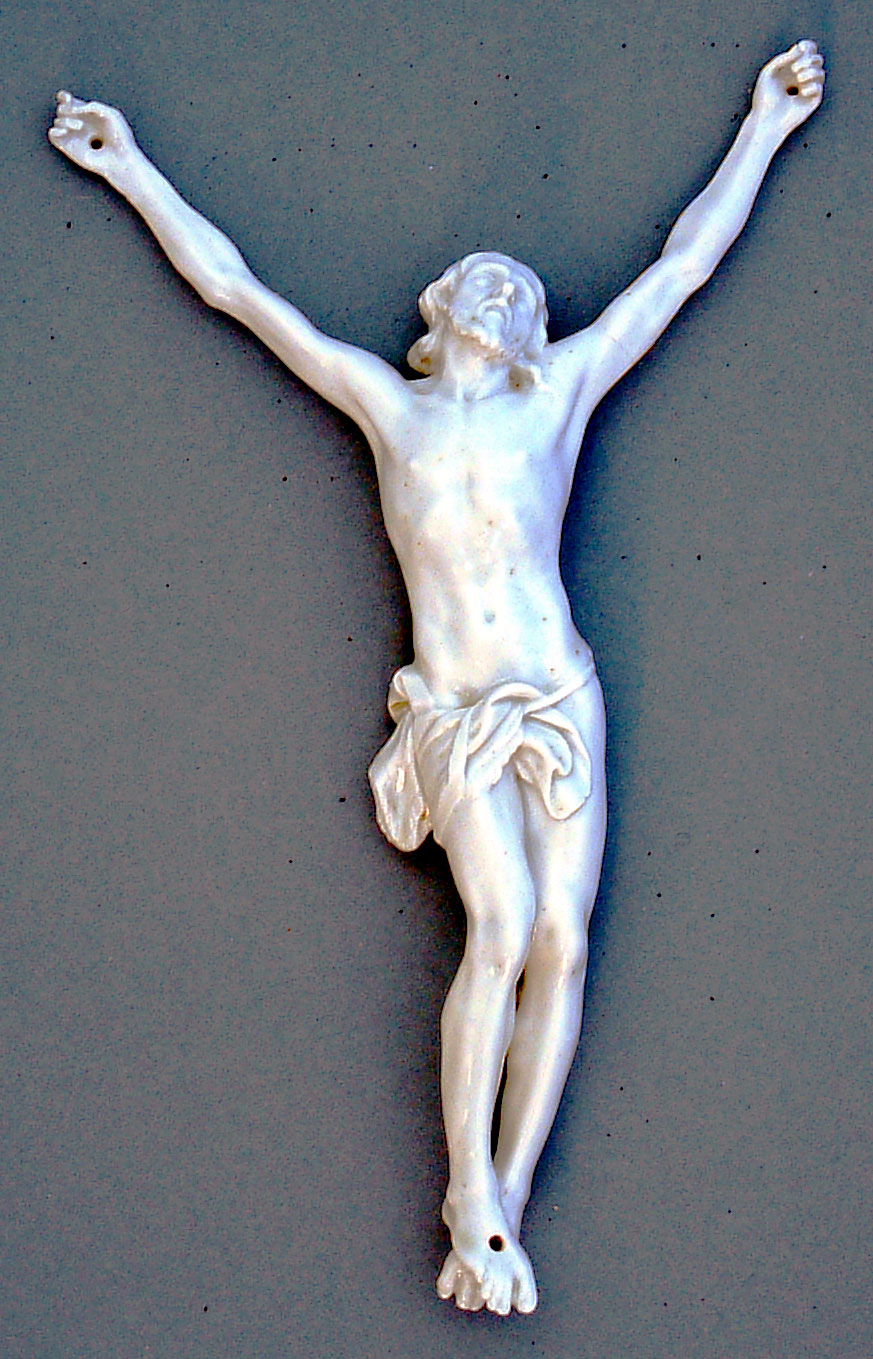
Porzellankreuz, Ginori a Doccia, Mitte 18. Jh.

Im Laufe der Zeit wurden verschiedene Versuche unternommen, diese Dekore zu kodifizieren, wobei man häufig auf Dekore stieß, die keinem bekannten Objekt oder Dokument zugeordnet werden konnten. Will man jedoch einen roten Faden in der Erforschung dieser Dekore finden, müssen mehrere Faktoren berücksichtigt werden: die tatsächlichen Belege, das Vorhandensein von Einzelstücken, das Geschick und die Intuition der begabtesten Maler, die Aufträge der Adligen und die Gerichtsurteile, die in der Manufaktur vorgenommenen Veränderungen und die in der Manufaktur angefertigten Listen.
Zu den am weitesten verbreiteten Dekoren gehören: Der „Druck“, das heute allgemein als „Stempel“ bezeichnet wird, streng weiß/blau und eines der ersten der Manufaktur Doccia, das „Hahn“-Dekor (in schwarz/rot/gold, blau/gold und grün), das eindeutig asiatischen Ursprungs ist, die „kleinen Blumensträuße“, der so genannte „sächsische Stil“ und das „Tulpen“–Dekor. Bei den beiden letzteren handelt es sich um eine moderne Definition, die in den Listen der Manufaktur nicht zu finden ist.
Sie gehören zu den begehrtesten und sind in einigen Fällen das Ergebnis einer Vermischung sowohl von aus dem Orient stammenden Typologien als auch von Schlachtenmotiven (für letztere bevorzugt d’Agliano eine eigenständige Interpretation von Carl Wendelin Anreiter), mit denen in Meißen seit 1723 erfolgreich experimentiert wurde (z.B. mit den Goldmalereien von Johann Gregorius Höroldt): die Dekore „rote Landschaften“, „Chinesisch mit reichlich Gold“, „Chinesische Paläste“,
„historisierendes Flachrelief“ und Orientalisch mit den sehr seltenen Figuren der „Türken“, die von den Temperamalereien von Jacopo Ligozzi inspiriert sind, die alle typisch für die frühen Jahre sind. Die sichersten Quellen für eine wissenschaftliche Untersuchung der Dekore sind zweifellos die Produktions- und Verkaufslisten, die in den verschiedenen Phasen des Bestehens der Manufaktur Ginori erstellt wurden, sowie diejenigen, die aus der Korrespondenz abgeleitet werden können.
Es ist vielleicht der Bereich der Skulptur, auch religiöser Art, der die Ginori–Manufaktur in den ersten Produktionsjahren am meisten prägte und zu kühnen plastischen Ausdrucksformen von bemerkenswertem Ausmaß führte, die von dem Hauptmodellierer Gaspero Bruschi geschaffen wurden. Nach den Anweisungen von Carlo Ginori ließ er sich von klassischen Vorbildern inspirieren, in der Kontinuität der Koiné ist „[...] eine der florentinischen Kunstwelt eigene klassizistische Kultur, die in mancher Hinsicht den Stil des Neoklassizismus um einige Jahrzehnte vorwegnimmt und fast eine Brücke zwischen der toskanischen Barockskulptur und den ersten Anzeichen dessen bildet, was später zum Neoklassizismus werden sollte“ Dies sollte der Hauptunterschied zwischen der Manufaktur in Doccia und anderen italienischen Manufakturen in der ersten Hälfte des 18.Jahrhunderts sein.

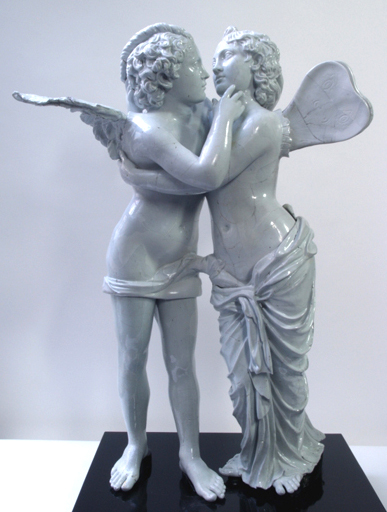
Gaspero Bruschi, Amor und Psyche, Ginori a Doccia 1747. Museo Internazionale delle Ceramiche in Faenza.

Die großen Gruppen, die zwischen 1747 und 1755 entstanden sind, stellen ein wertvolles Werk dar. Es handelt sich hauptsächlich um mythologische und religiöse Themen, und die Modelle stammen oft von spätbarocken Florentiner Bildhauern wie Massimiliano Soldani Benzi, Giovan Battista Foggini, Giuseppe Piamontini, Girolamo Ticciati und Agostino Cornacchini, von dem Carlo Ginori ab 1737 Modelle direkt oder von seinen Erben zu kaufen begann. Auch die Bildhauer des römischen Barocks, Bernini, Algardi und Pierre Legros, dienten, wenn auch in geringerem Maße als die zuvor genannten, als Vorlage für Doccias Skulpturen.
Zu den großen Bildhauern der Epoche gesellen sich die Namen der Bronzegießer, Gipser, Graveure und Bildhauer, die Carlo Ginori sowohl für die Modelle der Skulpturen als auch für die Reliefdekorationen beauftragte. Von Filippo Bosi über Orazio Filippini und den „berühmten Florentiner Graveur Carlo Gregori“ bis hin zu Andrea Scacciati, Gio Batta Ricchini und Jacopo Bronzoli. Neben seinem geliebten Florenz gab es mehrere Städte, aus denen er Modelle schickte: Marseille, Lucca, Paris und vor allem Rom, aus dem schon in den ersten Jahren der Manufaktur viele Modelle kamen. Carlo Ginori schickte seine besten Modelleure und Stuckateure, wie Filippo Della Valle, Bartolomeo Cavaceppi und Francesco Lici, nach Rom, um dort Kopien für die Porzellanherstellung anzufertigen, wie die umfangreiche Korrespondenz zwischen dem Marchese und dem römischen Gelehrten und Graveur Guido Bottari, dem er seine Kenntnisse der römischen Kurie anvertraute, sowie die häufigen und dokumentierten Lieferungen von Kisten mit Modellen aus der Ewigen Stadt belegen.
Darüber hinaus gibt es ausführliche Informationen über die beträchtlichen Maße, manchmal in Lebensgröße, in denen Modelle von Skulpturen angefertigt wurden, darunter Michelangelos Crepuscolo aus der Neuen Sakristei von San Lorenzo in Florenz.

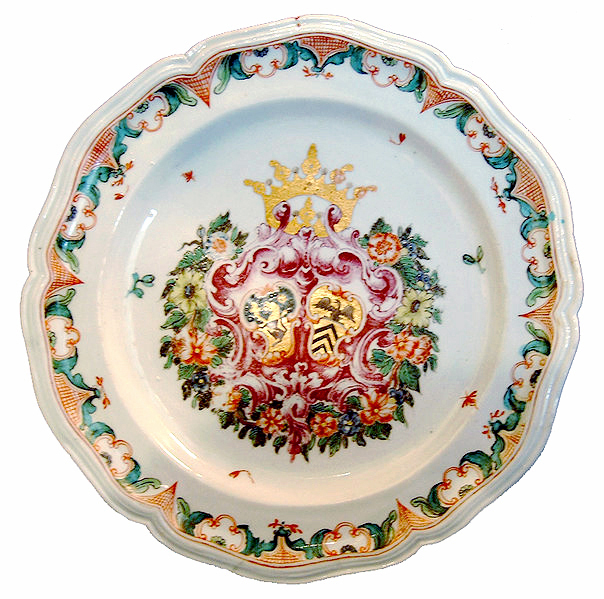
Teller mit dem Wappen der Familie Isola Marana aus Genua, Ginori a Doccia, Mitte 18. Jh.

Wie Giuseppe Morazzoni 1932 feststellte, konnte die Manufaktur von Doccia mit der berühmten Manufaktur von Meißen in Bezug auf die plastischen Werke gleichziehen und sie vielleicht sogar übertreffen, in einer idealen Kontinuität, wie Biancalana betont, mit der großen florentinischen Tradition der Familie Della Robbia, auf die der Marchese Ginori mit Bewunderung blickte, sowohl für den innovativen Aspekt, der sie mit der Herstellung großer plastischer Werke aus glasierter Terrakotta an die Spitze der florentinischen Renaissance brachte, als auch für die „wissenschaftliche“ Erforschung der für die arte figulina typischen Materialien, mit denen sie hervorragend experimentierten.
Indem er sich auf die Della Robbia berief, erzielte Carlo Ginori ein zweifaches Ergebnis: Zum einen „befreite er das Porzellan von einer rein alltäglichen Funktion und schloss andererseits formal und ideologisch an die Renaissance an [...]“.
Von diesem Wunsch zeugen eine Reihe überlieferter Ausführungen, darunter die berühmte Gruppe „Amor und Psyche“, die Bruschi 1747 nach einem hellenistischen Vorbild in den Uffizien schuf und von der zwei kleinere Repliken bekannt sind, eine „Pietà grande Corsini“, eine Neuauflage des berühmten „Laokoon“, die großartige „Macchina“ oder „Tempietto alla Gloria della Toscana“ für die Accademia Etrusca in Cortona, deren Lucumone Carlo Ginori 1756 wurde, um nur einige zu nennen, und die historisierenden Basreliefs, unter denen die Serie der „Vier Jahreszeiten“ von Anton Filippo Maria Weber sehr bekannt ist.
Bei den Tafelgeschirren zeigt sich der Einfallsreichtum der Manufakturhandwerker in den Kaffeekannen, Teekannen, Terrinen und Zuckerdosen, sowohl in den raffinierten doppelwandigen Exemplaren mit durchbrochenem Dekor als auch in den raffinierten Verzierungen mit den heraldischen Wappen der patrizischen Auftraggeber.

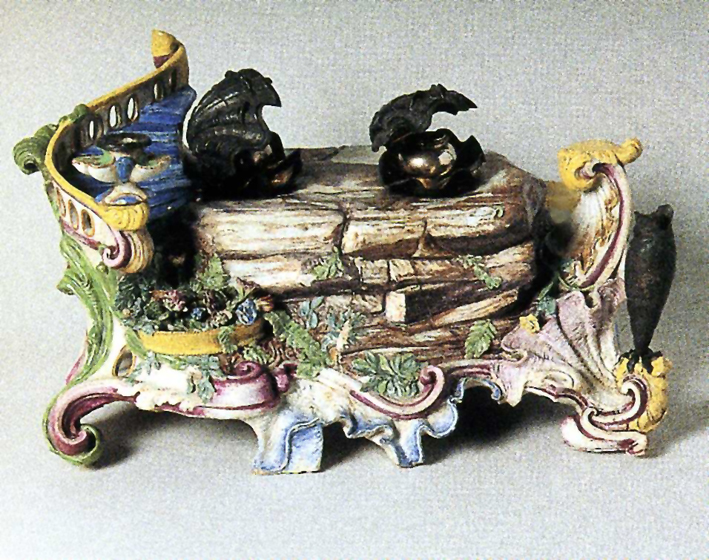
Großes Tintenfass in Form einer Gartenarchitektur. Ginori a Doccia, Mitte des 18. Jh., Gazzada Schianno, Museo di Villa Cagnola

Zahlreiche Exemplare mit den Wappen bedeutender Patrizierfamilien sind erhalten: von der Kurfürstin Anna Maria Luisa de’ Medici über die Brignole, Gerini und Franceschi, die Isola Marana aus Genua, die Capponi, Gozzadini und Del Vernaccia, die Lignani Boccadiferro, Frescobaldi, Castelli und Pasquali bis hin zu schönen Beispielen mit den Wappen der Kardinäle Luigi Maria Torrigiani und Gianfranco Stoppani.

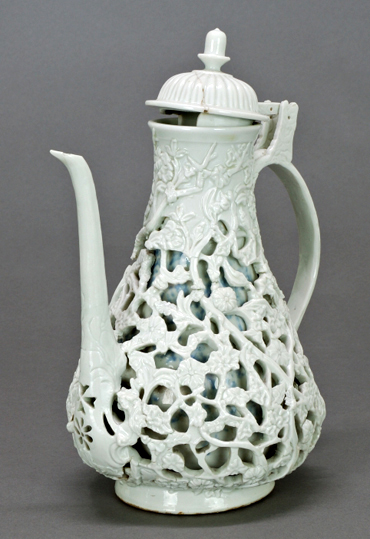
Doppelwandige Kaffeekanne, Ginori in Doccia, zweites Viertel des 18. Jh., Museo internazionale delle ceramiche in Faenza

Auch im Bereich der so genannten „Galanterie“, zu der Schnupftabakdosen, Parfümdosen und Knäufe für Degen und Stöcke gehören, erreichte die Manufaktur Doccia einen absoluten Spitzenstandard, indem sie bereits in den ersten Produktionsjahren die besten Maler mit der Ausführung der Dekorationen beauftragte. So sind Werke von Carl Anreiter, Giovan Battista Fanciullacci, Angiolo Fiaschi, Gioacchino Rigacci und Lorenzo Masini dokumentiert.
Die Aufmerksamkeit, die die Manufaktur von Doccia dieser besonderen Produktion widmete, wird durch die Einrichtung einer „Silberschmiedewerkstatt“ bestätigt, in der Schnupftabakdosen und Parfumflakons aus Edelmetall unter der Leitung von Fachleuten hergestellt wurden: zunächst von dem Franzosen Jean–François Racein, dann von dem Deutschen Johann Georg Komette und schließlich ab 1758, nach dem Tod von Carlo Ginori, von dessen Sohn Lorenzo, genannt Michele Taddei.
Natürlich waren die Anfänge nicht einfach: Die Schwierigkeiten bei der Suche nach Materialien, vor allem nach Tonerden, und die daraus resultierende Notwendigkeit ständiger Experimente führten dazu, dass die Manufaktur bis zum Tod von Carlo Ginori im Jahr 1757 in Livorno, der Stadt, deren Gouverneur er einige Jahre zuvor geworden war, keine Gewinne, sondern nur Verluste erwirtschaftete, obwohl er sich nach dem Erhalt des Patents des Prinzen von Craon verpflichtet hatte, die Zahl der Arbeiter in der Manufaktur zu erhöhen und die Eröffnung von Geschäften für den Verkauf seines Porzellans zu unterstützen. Das wichtigste Geschäft war das von Giuseppe Sarti in Florenz, das zwischen 1742 und 1743 eröffnet wurde, gefolgt von den Geschäften von Fallani, Montauti, Tondelli und Raugi sowie dem Geschäft in der Via De Ginori, ebenfalls in Florenz.
Auch in anderen Städten wurden Verkaufsstellen eröffnet: Lucca (mit nicht weniger als drei Geschäften), Livorno mit einem großen Lager und einer Werkstatt, Bologna, Neapel, und im Ausland wurden, nicht ohne Schwierigkeiten, Lissabon, Tarragona, Madrid und Konstantinopel beliefert. Der Einfallsreichtum des Marquese Ginori führte ihn auch zu dem (wenig erfolgreichen) Versuch, Absatzmärkte in Ostindien zu erschließen, indem er Kisten mit Produkten verschiffte, um die Popularität seines Porzellans zu testen und mit dem chinesischen und japanischen Porzellan zu konkurrieren, das in Südostasien vorherrschte und von den verschiedenen Ostindien–Kompanien über ein Jahrhundert lang mit Erfolg nach Europa importiert worden war.

### Bilddekor
Es folgt eine Auflistung der bekannten Dekore (unter Auslassung der weniger bedeutenden Varianten), die sowohl im Inventar der Porzellane und Maiolica, das sich am 25. Oktober 1743 im Magazzino in den Händen von Giuseppe Sarti befand, als auch in den Preislisten für weißes und polychromes Porzellan von 1747 und in den nach dem Tod von Carlo Ginori 1757 erstellten Inventaren zu finden sind. Ausgenommen sind natürlich die Sonderanfertigungen für Patrizier, die in den Katalogen nicht aufgeführt sind. In Kursivschrift die Angaben aus den älteren Inventaren, in Anführungszeichen die neueren Titel::

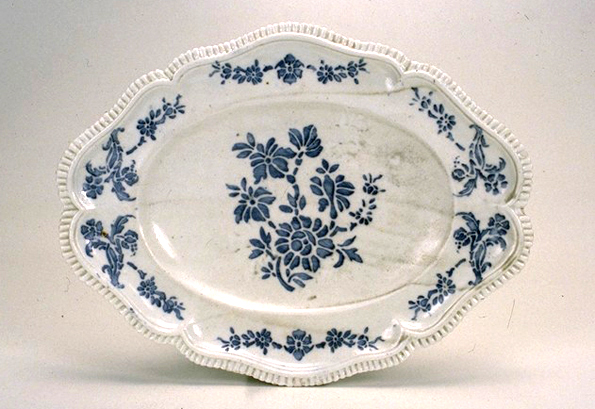
Tablett dekoriert „a stampino“. Ginori a Doccia, zweites Viertel 18. Jh., Museo internazionale delle ceramiche in Faenza

- A stampa (Gedruckt), heute als „a stampino“ bekannt: Der Name leitet sich von der Herstellungstechnik ab. Für die Dekoration wurden ausschließlich blaue Papier-, Lammfell- oder dünne Kupferplatten verwendet, deren Oberfläche mit den Linien eines stilisierten Blumenmotivs perforiert wurde. Anschließend wurden sie auf den Biskuit gelegt und die Zwischenräume mit Farbe ausgefüllt. Diese einfache Technik, die von den weiß–blauen Dekoren des Medici–Porzellans des späten 16. Jahrhunderts inspiriert war, ermöglichte es den Arbeitern von Carlo Ginori, Handwerkern und Bauern, die sich auf die Keramikproduktion spezialisiert hatten, eine einfache Ausführung. Sie beherrschten diese Art der Dekoration sehr schnell und einer der besten Künstler dieser Art war Bastiano Buonamici, genannt „Micio“ oder „Miccio“, der von 1747 bis 1763 in der Manufaktur arbeitete. Als eines der ersten Doccia–Dekore war es sehr erfolgreich und wurde bis „zum Ende des 19. Jahrhunderts in immer essentielleren und schematischeren Formen reproduziert“.[23]
- Transferdruck: Eine Technik, die dem seit 1756 in England verbreiteten Thermotransferdruck vorausging. Sie wird in den Inventaren als gedruckte Verzierung erwähnt und ist das Ergebnis eines komplizierten Verfahrens, bei dem eine zuvor auf Kupfer ausgeführte Gravur auf das Biskuit übertragen wird. In einem späteren Stadium wurde es freihändig ausgeführt. Beispiele dieses seltenen blauen Dekors veranschaulichen mit angemessener Eleganz sowohl die Vorliebe für Ansichten (bekannt ist eine Ansicht von Venedig nach Stichen von Antonio Visentini) als auch für mythologische und allegorische Themen.[24]
- Spielende Kinder: Von diesem Dekor sind zwei Versionen bekannt, eine schlichtere mit blauer Unterglasurmalerei, auch Puttini Blau genannt, und eine reichere auf gelbem oder weißem Grund, umgeben von goldenen Guillochen. Dieses Dekor, das seine ikonographische Inspiration in den Kupferstichen von Jacques Stella fand, war sowohl in der Manufaktur von Ginori (wo es seit dem Inventar von 1757 nicht mehr aufscheint) als auch in der Wiener Manufaktur von Du Paquier erfolgreich, jedoch nur von kurzer Dauer.[25]

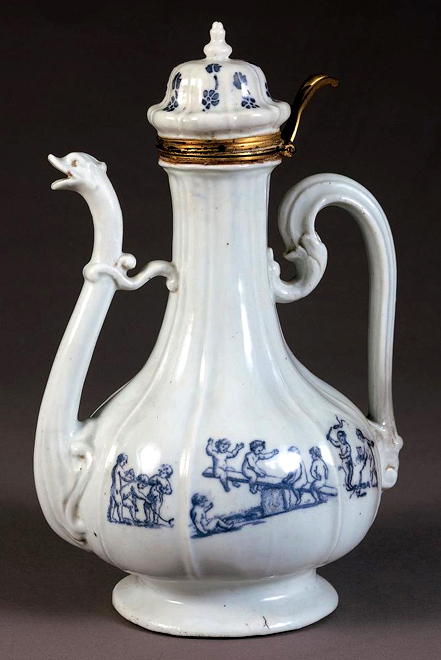
Kaffeekanne mit spielenden Putten in Blau (Übertragstechnik), Ginori a Doccia, 1745–1750. Museo Richard-Ginori della Manifattura di Doccia

- Rote oder Purpurne Landschaften: Die Inspirationen für diesen Dekortyp wurden von der Popularität beeinflusst, die die Landschaftsdekoration in der zweiten Hälfte des 17. Jahrhunderts in ganz Europa genoss. Die Maler der Manufaktur ließen sich unter anderem von Annibale Carracci und Alessandro Magnasco inspirieren, der am Florentiner Hof als Meister der Frau von Ferdinando de’ Medici bekannt war. Das Landschaftsmotiv wird stets in Rot auf weißem Grund gemalt, doch sind auch Varianten auf gelbem und apfelgrünem Grund bekannt (in den Inventaren als rote Paesini und Camicia verde bezeichnet). In der Frühzeit waren Giuseppe Romei und später Carlo Ristori die wichtigsten Interpreten. Dieser Dekor wurde in Doccia bis zum Beginn des 19. Jahrhunderts ausgeführt.[26]
- Europäische Blumen: Sie sind seit den ersten Jahren der Produktion präsent und bilden einen Eckpfeiler des Doccia–Dekors. Inspiriert von den naturalistischen Gemälden des frühen 17. Jahrhunderts in Florenz, inspiriert von den „deutschen Blumen: Mohn, Chrysanthemen, Rosen“ der zeitgenössischen Manufakturen in Meißen und Wien, mit der in den Inventaren beschriebenen Dekoren von Sträuße und Blüten für den deutschen Gebrauch, zwei Kacheln auf blauem, goldguillochiertem Feld mit Blumen in der Mitte und Goldborten. Raffinierte Interpretationen mit farbigen Blumen und Insekten finden sich auch in weißen Feldern auf blauem Grund, einer Farbe, die in der Manufaktur von Sèvres sehr in Mode war. Es gibt noch weitere Bezeichnungen für diese Dekore: Cappuccina und Blau mit Schmetterling Schmetterlinege und Gemalt mit Insekten. Letztere finden ikonographische Anhaltspunkte in den Zeichnungen von Georg Hoefnagel und Sohn aus dem späten 16. Jahrhundert. Der europäische Blumendekor, für den es in der Frühzeit keine genauen Werkslisten gibt, wird in der neueren Literatur allgemein als „Mazzetto“ bezeichnet und erfreute sich bis zur Mitte des 19. Jahrhunderts großer Wertschätzung, wobei er sich jedoch mit einem immer weniger prägnanten, fast seriellen, für die Abfolge der Stile sensiblen Bildstrich wiederholte.[27]
- Figuren ganz in Gold gehalten: Es handelt sich um eines der raffiniertesten Dekore, die in Doccia in der Frühzeit hergestellt wurden, und hat seine Vorläufer in den Szenen des chinesischen Alltagslebens, die seit der Mitte des 17. Jahrhunderts stilistisch nach Europa gelangten. Prototypen dieser Dekore auf Porzellan finden sich bei den Augsburger Hausmalern, den Brüdern Abraham und Bartholomäus Seuter, und in der Werkstatt der Aufenwerths, die weiße Stücke aus Meißen dekorierten. Wahrscheinlich wurden die zarten Dekorationen von Carl Anreiter von ihnen inspiriert und in den folgenden Jahrzehnten, zumindest bis 1760, von den besten Malern von Doccia, unter denen Giuseppe Niccheri und Angiolo Fiaschi hervorstechen, weitergeführt. Wurde das Dekorationsthema zunächst einfarbig in Gold ausgeführt, so kamen kurz darauf feine ornamentale Flechtwerke (inspiriert von den Arabesken, daher die Verwendung des Begriffs in antiken Inventaren) in Rot und Gold, manchmal auch in Polychromie, sowie kleine Blumenranken als Bordüren hinzu. In ihren Varianten in Gold und Polychromie wird sie in den Inventaren als Dekoration mit einer roten Arabeskenfliese und einer zarten chinesischen Figur oder Alla Sassonna mit schönem Gold oder Miniatur alla Sassonna mit Goldarabesken bezeichnet. Mit der großen ikonographischen Welt orientalischen Ursprungs ist auch die Dekoration chinesischer Paläste in Gold oder Farbe verbunden, die nur von kurzer Dauer war und ihre Vorläufer in den Wiener Dekore von Du Paquier fand, die wahrscheinlich von den Drucken Johan Nieuhofs übernommen wurden.[28]
- Figuren und Landschaften in Blau oder Blauen Blumen im chinesischen Stil: ein Dekor, die hauptsächlich von den Porzellanen der Ming- und Qing-Dynastie (Kangxi) inspiriert ist, die im 16. und im 17. Jahrhundert mit großem Erfolg in den Westen importiert wurden. Diese Porzellane hatten die Medici Ende des 16. Jahrhunderts fasziniert, die in dem Versuch, sie nachzuahmen, ein so genanntes „künstliches Porzellan“ mit einer weichen Masse herstellten, an das sich Carlo Ginori gut erinnerte. Die streng in Weiß und Blau gemalten und oft in Viertel geteilten Dekore (die heute als „Blumenmuster mit blauer Unterglasur und asiatischem Einfluss“ bezeichnet werden) waren auch von der Delfter Majolika beeinflusst, die seit mehr als einem Jahrhundert mit der chinesischen Majolika um den europäischen Markt konkurrierte und sich an der orientalischen Majolika orientierte. Das orientalisch inspirierte Dekor von Doccia wurde auch durch stilistische Anspielungen auf das japanische Imari-Porzellan beeinflusst, das ebenfalls in der zweiten Hälfte des 17. Jahrhunderts durch die verschiedenen Ostindien-Kompanien nach Europa eingeführt wurde.[29]

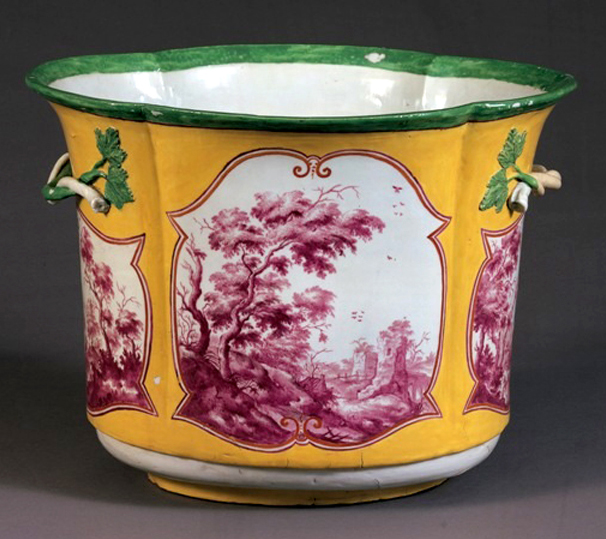
Erfrischungsschale mit „roten Landschaften“ in Feldern auf gelbem Hintergrund. Ginori a Doccia, Mitte des 18. Jh., Museo Richard-Ginori della Manifattura di Doccia.

- Hagebutte, Rose oder Dornrose: oder eine einzelne, gebogene, beblätterte Rispe mit Knospen und offenem Rosenende, in tiefem Blau gemalt und selten von verstreuten polychromen Insekten umgeben. Hauptsächlich in der frühen Periode dokumentiert, gibt es einige Exemplare bis 1760 in „masso bastardo“ möglicherweise als Ersatz ausgeführt.[28]
- Reliefblüten und -blättern oder Flachreliefblüten oder weiß mit Reliefs aus Blumen und Blättern: Ein Flachreliefdekor, das vom chinesischen Fu–Chien blanc de chine inspiriert ist. Es besteht aus einer Pflaumenblüte im Flachrelief, manchmal einfarbig in Rot, manchmal in Rot und Gold oder in Weiß mit einem Hauch von Gold, immer auf weißem Grund. Diese Dekoration findet sich auf Kaffeekannen, Teekannen und Tassen oder auf den „chicchere“ (umgedrehte glockenförmige Tassen ohne Henkel). Dieses Dekor wird in den Inventaren der Familie Mansi aus Lucca als ganz weiße Stücke mit Blättern im japanischen Stil erwähnt, von denen einige Exemplare erhalten sind; außerdem wird in den Inventaren von Ginori eine unbekannte Dekoration mit Pflaumenblüten in Grün erwähnt.[30]
- "Geschnittene Hecke": Dekor, das auf den japanischen Dekortypus Kakiemon[31] zurückgeht, mit einer charakteristischen Palette weicher Farben und Landschaftsmotiven, Stilisierungen von Häusern oder einfachen Zäunen, angereichert mit kleinen Blütentrauben (verstreut) und einem kleinen fliegenden Phönix. Im Gegensatz zum Erfolg in der Meißner Manufaktur ist dieses Dekor in Doccia nur spärlich vertreten und von kurzer Dauer. Eine Ausnahme unter den Dekorationsvarianten bildet ein Exemplar von bemerkenswerter Qualität und größerem Feld, zitiert als Dekoration im japanischen Stil mit Ornamenten und Vögeln, gemalt mit einem orientalischen Garten mit Bäumen, einem großen Phönix im Vordergrund und Blütentrieben am Rand, aufbewahrt im Museo Richard-Ginori della Manifattura di Doccia.[32]
- Tischchenmuster: Dekor, das auf dem Meißner Tischchenmuster basiert und seit 1725 in der Manufaktur verwendet wurde. Ursprünglich japanisch inspiriert, mit charakteristischer Goldübermalung, eisenroter und blauer Untermalung, wurde es bis 1760 fast seriell und zunehmend schematisch ausgeführt.[33]
- Mit violetten oder roten Blumen in der Mitte und mit kleinen Blumen rundherum und etwas Vergoldung: Eines der bekanntesten Dekore der Manufaktur Doccia, die berühmte „Tulpe“, bezieht sich auf diesen in den Inventaren erwähnten Namen. Es wurde ab etwa 1740 ausgeführt und ist sowohl von chinesischen Dekoren des Typs „Rosenfamilie“ als auch von den japanischen Imari–Malereien der gleichen Zeit inspiriert, die viel in den Westen exportiert wurden und auf dem Höhepunkt ihres Ruhmes waren. Erst in der zweiten und dritten Periode fand dieses Dekor breite Anwendung auf Kunstgegenständen und wurde zusammen mit dem „Blumenstrauß“ zum wichtigsten und kommerziell erfolgreichsten Motiv unter den in der Manufaktur hergestellten Typen. Das Dekor besteht aus einer großen stilisierten Pfingstrose – nicht einer Tulpe, von der es fälschlicherweise seinen Namen hat –, die in eisenroten Farbtönen gemalt ist und von der kleine Blüten und Blätter abzweigen.[34]
- Schwarze Hähne und Gold: Auch dieses Motiv ist weit verbreitet und hat seine ikonographischen Quellen sowohl in den gemalten Motiven auf chinesischem Porzellan der Kangxi–Zeit als auch in den Stichen von Giovanni Maria Pomedello aus dem 16. Jh. In Doccia taucht diese Art der Dekoration ab 1747 in einer Reihe von Stücken auf, die einsame oder kämpfende Hähne vor einem felsigen Hintergrund in Schwarz und Gold darstellen. Etwas später, um 1750, wurde das Hahnmotiv in Blau und Gold, Blau, Rot und Gold, in einfarbigem Rot oder in seltenen Fällen in Grün gemalt. Mehrere Maler dieser Dekoration werden in den Inventaren der frühen Periode erwähnt: Antonio Carraresi, Francesco Pintucci und Ferdinando Campostrini. Die Dekoration wurde mit Kontinuität bis zum zweiten Viertel des 19. Jahrhunderts ausgeführt, aber in den letzten Jahrzehnten des 18. Jahrhunderts, bis etwa 1820, wurde sie fast ausschließlich in roter Monochromie gemalt.[35]
- Es gibt weitere dekorative Typen, die in den Inventaren erwähnt werden und von denen nur wenige Beispiele bekannt sind, die aber wegen ihrer malerischen Qualität erwähnenswert sind: die Rot gemalte Sagre–Geschichten mit unendlich vielen Figuren, Japanischer Stil mit Gold (die in der frühen Periode populär war), Mit fein gearbeiteten Früchten und Mit der Reihe der Jahresmonate, um die wichtigsten zu nennen.

### Plastische Arbeiten

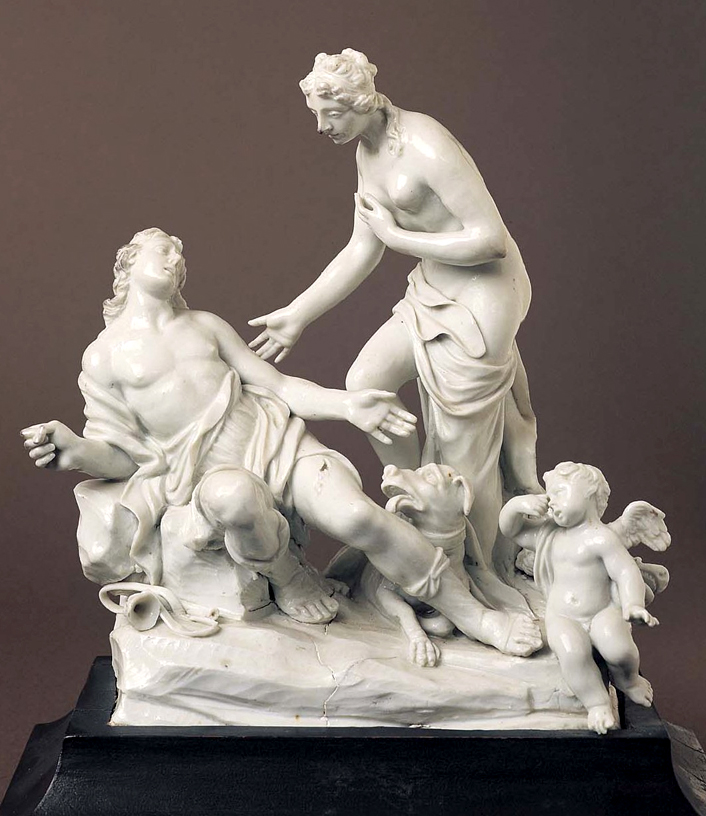
Venus und Adonis, Ginori a Doccia, um 1750, Museo Richard-Ginori della Manifattura di Doccia.

#### Die bekanntesten Sujets aus der Mythologie und den Werken des klassischen Zeitalters
- Gaspero Bruschi, Amor und Psyche, 1747, Faenza, Museo internazionale delle ceramiche in Faenza.[36]
- Gaspero Bruschi, Amor und Psyche, 1748, Turin, Museo civico d'arte antica.[N 25]

Die Fòggia wurde von drei Skulpturen inspiriert: einer Marmorskulptur hellenistischen Ursprungs, einer Bronze von Massimiliano Soldani Benzi und einer von Foggini. Als Bestätigung tauchen zwei der drei Modelle in der Korrespondenz zum Werk auf: „Die Gruppe von Amor und [P]Syche, die nicht schlecht geworden ist, wird zusammengesetzt [..]“ und weiter „Die Ziegengruppe geht jetzt in den Ofen und wird gebrannt, die von Amor und Psyche ist nicht schlecht, von gleicher Farbe und Festigkeit, nur die Köpfe sind nicht ganz so gut wie das Original, aber sie stehen gut“.
Carlo Ginori erkundigte sich im Laufe des Jahres 1747 mehrmals bei Bruschi nach dem Erfolg der verschiedenen Modelle, und die Erwartung wird durch einen Brief bezeugt, in dem er hofft, dass „Amor und Psyche gut gemacht sind, und aus den beiden wird das Beste zusammengestellt [..]“.
- Gaspero Bruschi, Venus, die ihren Dorn herauszieht, 1747. Privatsammlung[38]
- Gaspero Bruschi, Venus der Medici, 1747. Sesto Fiorentino, Museo Richard-Ginori della Manifattura di Doccia.[39]
- Gaspero Bruschi, Diana und Callisto, um 1750. Florenz, Museo Stibbert.[40]
- Laokoon, um 1750, Mailand, Museo Poldi Pezzoli.

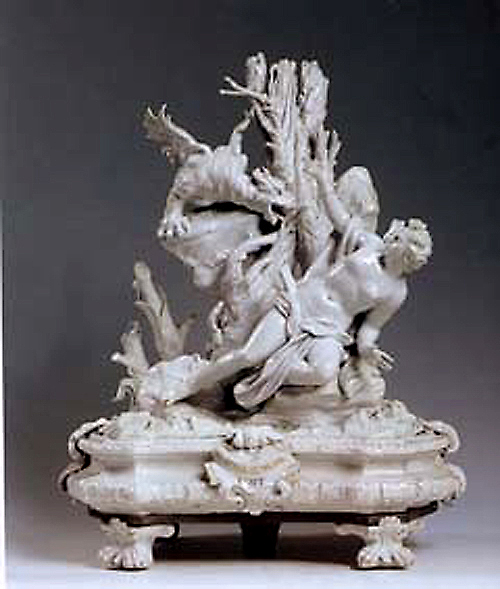
Gruppe von Andromeda und dem Orca, Ginori a Doccia, um 1750, Florenz, Museo Stibbert

Die ikonografische Quelle ist wahrscheinlich eine Bronze von Giovanni Francesco Susini und eine Wachsfigur von Vincenzo Foggini, wie sie im Inventar aus dem 18. Jahrhundert beschrieben wird:„Aoconte–Gruppe, von Foggini mit Figuren. 24 Stück“.
- Venus und Adonis, um 1750, Sesto Fiorentino, Museo Richard-Ginori della Manifattura di Doccia.

Wie aus dem Inventar hervorgeht geht seine Form auf ein Modell von Massimiliano Soldani zurück: „N° 36 Adonis und Venus. Von Massimiliano Soldani in Wachs mit Figuren.“
- Merkur und Argos, um 1750, Privatsammlung[42]
- Perseus und Medusa, um 1750, London, Trinity Fine Art.[43]
- Hippomenes, um 1750, Ehemals Antiquitätenmarkt[43]
- Die drei Schicksale, um 1750–1755. Ehemals Sammlung Lapicirella[44]
- Andromeda und der Orca, um 1750, Florenz, Museo Stibbert

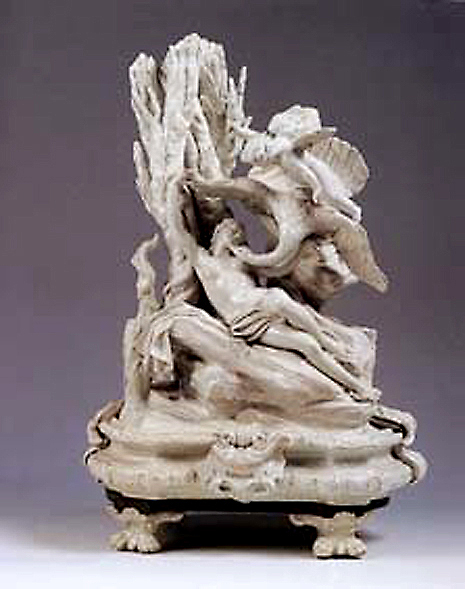
Gruppe von Leda und dem Schwan. Ginori a Doccia, um 1750, Florenz, Museo Stibbert

Bekannt ist die weiße Porzellangruppe in den Sammlungen des Stibbert–Museums, die am Sockel auf Löwenpfoten ruhend eine Kartusche mit der Aufschrift „MATRIS SUPERBI LUIT“ trägt. Sie ist beschrieben mit „unter den Modellen im Vierten Saal und wird als Gruppe, die Andromeda darstellt, die von dem Seeungeheuer verschlungen wird, aus Wachs gefertigt. Von Soldani [Benzi] mit Figuren [..]“
- Leda und der Schwan, um 1750, Florenz, Museo Stibbert

Es gibt mehrere Darstellungen dieses Sujets, die in der frühen Zeit immer wieder reproduziert wurden, und die bedeutendste befindet sich im Museum Stibbert. Die Gruppe von Leda mit dem Schwan wurde zusammen mit der Gruppe von Andromeda und dem Orca geschaffen, mit der sie die Form des Sockels mit Kartusche und in dieser die Inschrift „RTIUM MEDITATUR AMOREM JUPPITER“ gemeinsam hat: „Das Modell befindet sich im Dritten Saal von N1 Gruppe der Leda mit Bäumen und Schwan und mit einem über dem Schwan knienden Putto in Wachs mit Figuren. Von Soldani [Benzi] [...].“ Von diesem Motiv sind noch zwei kleinere Versionen bekannt. Von der größeren Version sind sowohl Wachsarbeiten als auch Bronzen von Soldani Benzi in Museen erhalten. Für die kleine Version ließen sich die Doccia–Künstler von einem Werk Luca della Robbias inspirieren.
- Das Urteil des Paris, um 1750, Gazzada Schianno, Museo di Villa Cagnola.

„[..] zwei bedeutende Skulpturengruppen, die beide diesen Mythos darstellen und ebenfalls auf ein Modell von Soldani Benzi zurückgehen [...]“, befinden sich im Museum Castello Sforzesco in Mailand und im Museum Villa Cagnola in Gazzada Schianno. In einem Inventar wird das Modell fälschlicherweise Girolamo Ticciati zugeschrieben.
- Il Giudizio di Paride, (1750 c.). Gazzada Schianno, Museo di Villa Cagnola.

#### Religiöse Themen aus dem Alten und Neuen Testament
- Gaspero Bruschi, Große Pietà, 1745. Los Angeles County Museum of Art.

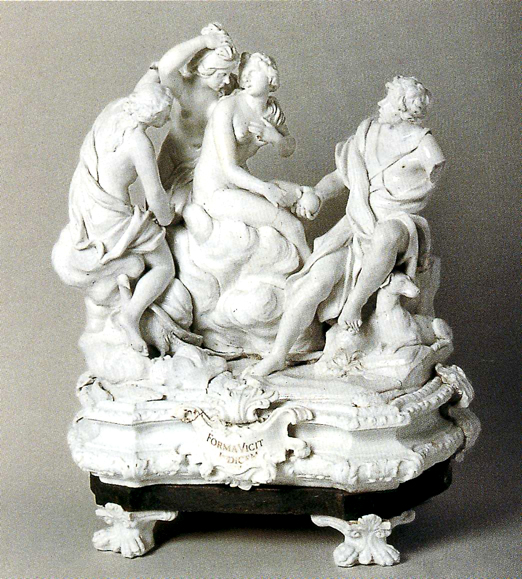
Das Urteil des Paris, Ginori a Doccia, Mitte des 18. Jh., Museo di Villa Cagnola.

Von diesem berühmten Werk sind zwei polychrome und eine weiße Version bekannt. Die beiden polychromen Versionen befinden sich im Los Angeles County Museum of Art und im Nationalmuseum in Stockholm. Die weiße Version befindet sich in der Sammlung Corsini. Ein Dokument aus dem Jahr 1744 verweist auf diese Gruppen:

„[..] was die Pieta betrifft, so ist der Sockel aus Ebereschenholz mit Rahmen und das Grabmal zusammengesetzt, mit Ausnahme der Figuren, da der Kalvarienberg noch zusammengesetzt und befestigt werden muss, den ich Herrn Bruschi zur Anfertigung der erforderlichen Teile übergeben werde.“

- David und Goliath, um 1750, Sesto Fiorentino, Museo Richard-Ginori della Manifattura di Doccia.[49]
- Judith schlägt Holofernes den Kopf ab, um 1750, London, Trinity Fine Art.[N 30]
- Samariterin am Brunnen, um 1750, Privatsammlung.[N 31]
- Magdalena küsst die Füße Jesu Christi, um 1755, Mailand, Musei del Castello Sforzesco.[N 32]
- Der heilige Benedikt an der Grotte, um 1755, Privatsammlung.[N 33]

#### Andere Gegenstände
- Gaspero Bruschi, Maschine für die Etruskische Akademie von Cortona, 1750–1751, Cortona, Museo dell’Accademia Etrusca e della città di Cortona, Eigentum der Accademia Etrusca.
- Gaspero Bruschi (mit späteren Änderungen von Giuseppe Ettel), Cammino, 1754, Sesto Fiorentino, Museo Richard-Ginori della Manifattura di Doccia.[50]

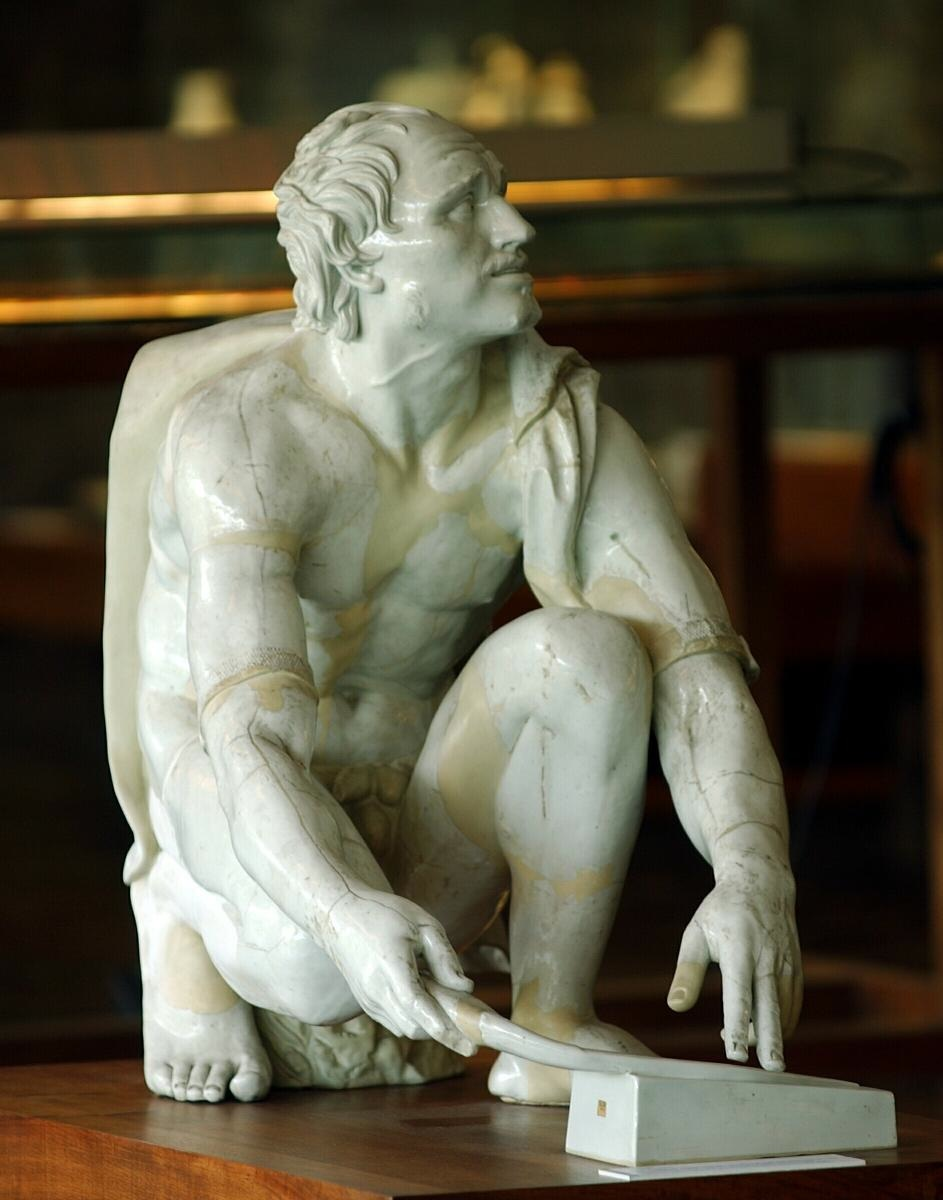
Gaspero Bruschi, Messerschleifer. Ginori a Doccia, 1745?. Museo Richard-Ginori della Manifattura di Doccia.

- Gaspero Bruschi, Messerschleifer, 1745 ?, Sesto Fiorentino, Museo Richard-Ginori della Manifattura di Doccia.[51]

„Wir haben die Absicht von Herrn Senator Padrone gehört, die Berichte vor der Statue des Messerschleifers anzubringen. Vor allem muss man wissen, dass man, wenn man ein so großes Stück aus dem Brennofen nimmt, es schwer halten kann, dass man die Stücke sofort abschneiden muss, weil sie so dünn und zerbrechlich sind. Weil sie groß sind, kann man sie nicht mehr handhaben, in diesem Fall würden wir es blind machen, wie die Arme, die ich machen werde ohne zu wissen, wo sie an einigen einfachen Stellen anfangen, dann bleibt es schwierig, dass sie nicht gut kleben da sie trocken sind [..] da es gebrannt ist, wird es schwierig sein, es anzupassen, wenn eines der Stücke ungenau wird [..] kurz gesagt, wenn man es tun will, muss man es tun, bevor man es in Stücke schneidet, wenn es frisch und ganz ist, so dass man sehen kann, was man tut [..] das ist es, was ich glaube, was man mit Urteilsvermögen und Überlegung tun muss.“

- Bildnis der Kaiserin Maria Theresia von Österreich, um 1744, Flachrelief, Sesto Fiorentino, Museo Richard-Ginori della Manifattura di Doccia.[52]

#### Basreliefs, Gemmen und Sartu
Hervorzuheben ist die Ausführung von historisierenden Basreliefs, von denen die bekanntesten die bereits erwähnten „Vier Jahreszeiten“, die von Soldani Benzi zwischen 1708 und 1711 im Auftrag von Ferdinando de’Medici geschaffenen „Vier Jahreszeiten“, sowie in den Werken von Giovan Battista Foggini und in Archivquellen zu finden sind.
Die Flachreliefs wurden hauptsächlich von Weber in Doccia hergestellt, und für die Gipsmodelle zeichnete sich Girolamo Cristofani aus.

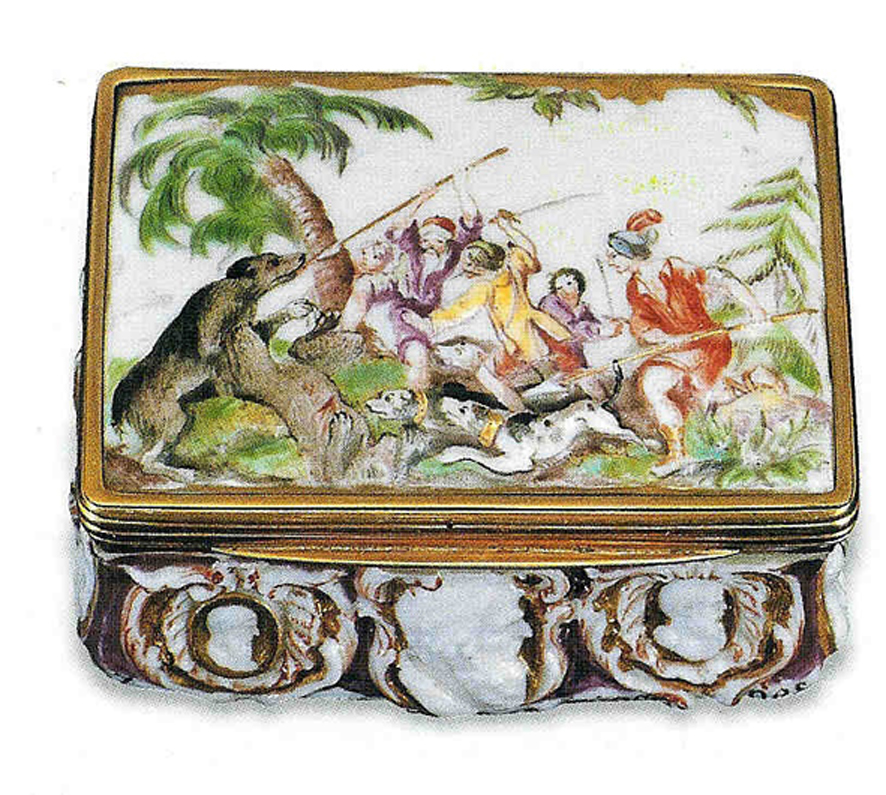
Schnupftabakdose, bemalt mit einer Bärenjagd–Szene. Kameenverzierung auf der Vorderseite. Ginori a Doccia, um 1750, Museo Richard-Ginori della Manifattura di Doccia.

Die Flachreliefs der Manufaktur Ginori, die in der Vergangenheit fälschlicherweise der Manufaktur in Capodimonte zugeschrieben wurden, weisen eine Vielzahl von Themen auf: Das Urteil des Paris, Pluto, der Proserpine entführt, Der Triumph der Galatea, Silenus auf dem Esel, Die Verbrennung der Niobier, Der Wagen der Ceres, Hermaphroditus und die Nymphe Salmace, Liriope und Narziss, Der Sturz der Giganten, Marsyas, der von Apollo gehäutet wird, Der Triumph des Bacchus, Neptun mit Seepferden, Phaeton auf dem Sonnenwagen, Die Jagd des Meleagros, Das Festmahl der Götter.
Unter den feierlichen Sujets nehmen die Porträts der Kaiserin Maria Theresia und ihres Gemahls Franz Stephan einen besonderen Platz ein" , von denen Exemplare in weißem und polychromem Porzellan bekannt sind.
Auch bei den Kameen, die ähnlich wie Flachreliefs modelliert sind, erzielten die Handwerker von Doccia hervorragende Ergebnisse, wie die „Maschine für die etruskische Akademie von Cortona“, die Vase mit den Medaillon der Herzoginnen von Lothringen, die Plaketten mit den Darstellungen der Cäsaren und Philosophen des klassischen Altertums sowie Schnupftabakdosen und doppelwandigen Objekte mit Kameen in ihren Reliefs.

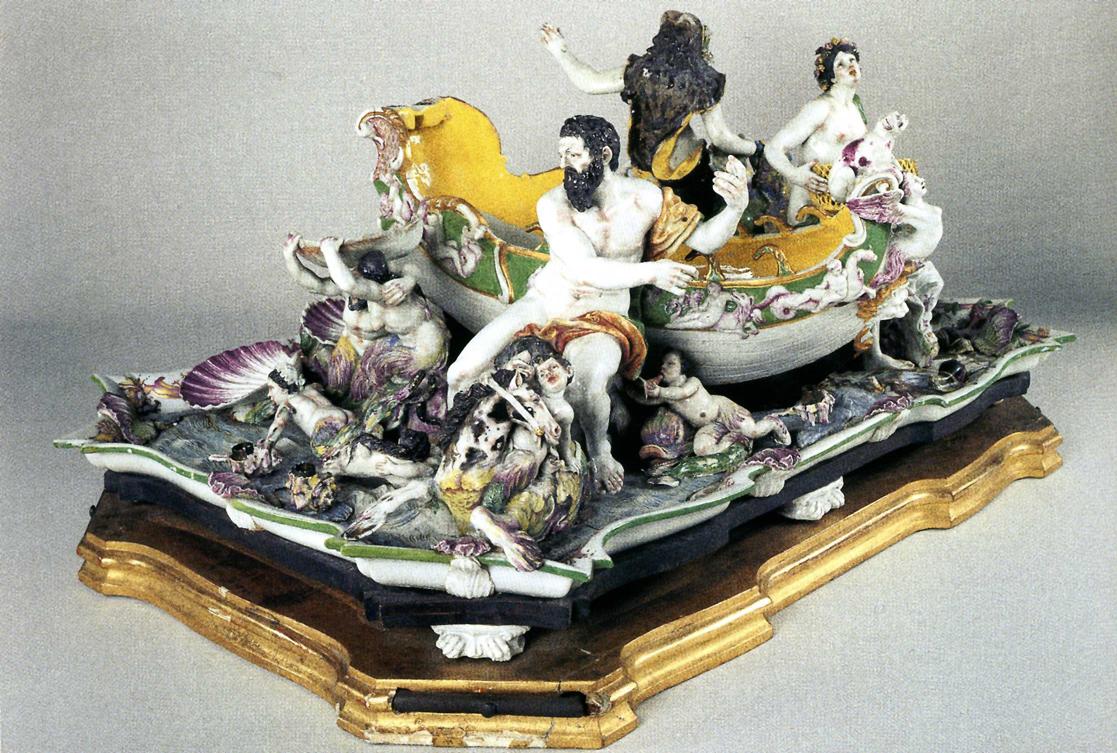
Sartù in Form eines Strandschiffes. Ginori a Doccia, Mitte des 18. Jh., Gazzada Schianno, Museo di Villa Cagnola.

Kameen und Basreliefs wurden nicht nur in weißem Porzellan ausgeführt, und für prestigeträchtige Aufträge wurden die begabtesten Maler engagiert, unter denen Giuseppe Romei (1742–1752) hervorsticht, aber es sind auch raffinierte polychrome Interpretationen bekannt, die von Carl Wendelin Anreiter, dem besten Maler von Doccia in der ersten Periode, stammen.
Die Hingabe, mit der die Handwerker von Doccia ihre Produkte herstellen, zeigt sich nicht zuletzt in den kunstvollen, oft mehrfarbigen Triumphen, die die Tafeln bereichern und den europäischen Manufakturen von Meißen, Wien und Sèvres in nichts nachstehen.
Die Herstellung dieser zusammengesetzten Exemplare war jedoch so aufwendig, dass sie nach 1760 nach und nach aus den Katalogen der Manufaktur Ginori gestrichen wurden. Sie werden in „Deser“ oder „Deserre“, „Sartù“ oder, in den kleineren Formen, „Digiuné“ unterteilt und bestehen meist aus mehreren Stücken. Berühmte Motive sind unter anderem: Sartù in Form eines Schiffes am Ufer, [...] mit Architektur mit Geländer, Turm, Brücken, Säulen, Faunen, Vasen, Statuetten, Bonbons, kleinen Körben, Sartù, das eine rustikale Architektur mit einer Kristallspitze, vier Figuren und neun kleinen Vasen darstellt, Deserre, das Fabeln darstellt, die in drei Teilen mit Pergolen komponiert sind [...], Blumen und anderes, das den Ranken hinzugefügt wurde [...], Deserre, das den Leuchtturm von Ägypten mit Figuren und Blumen darstellt, Deserre, das ein „Parter“ darstellt [mit Figuren und Gruppen].

## Die zweite Phase: Lorenzo Ginori

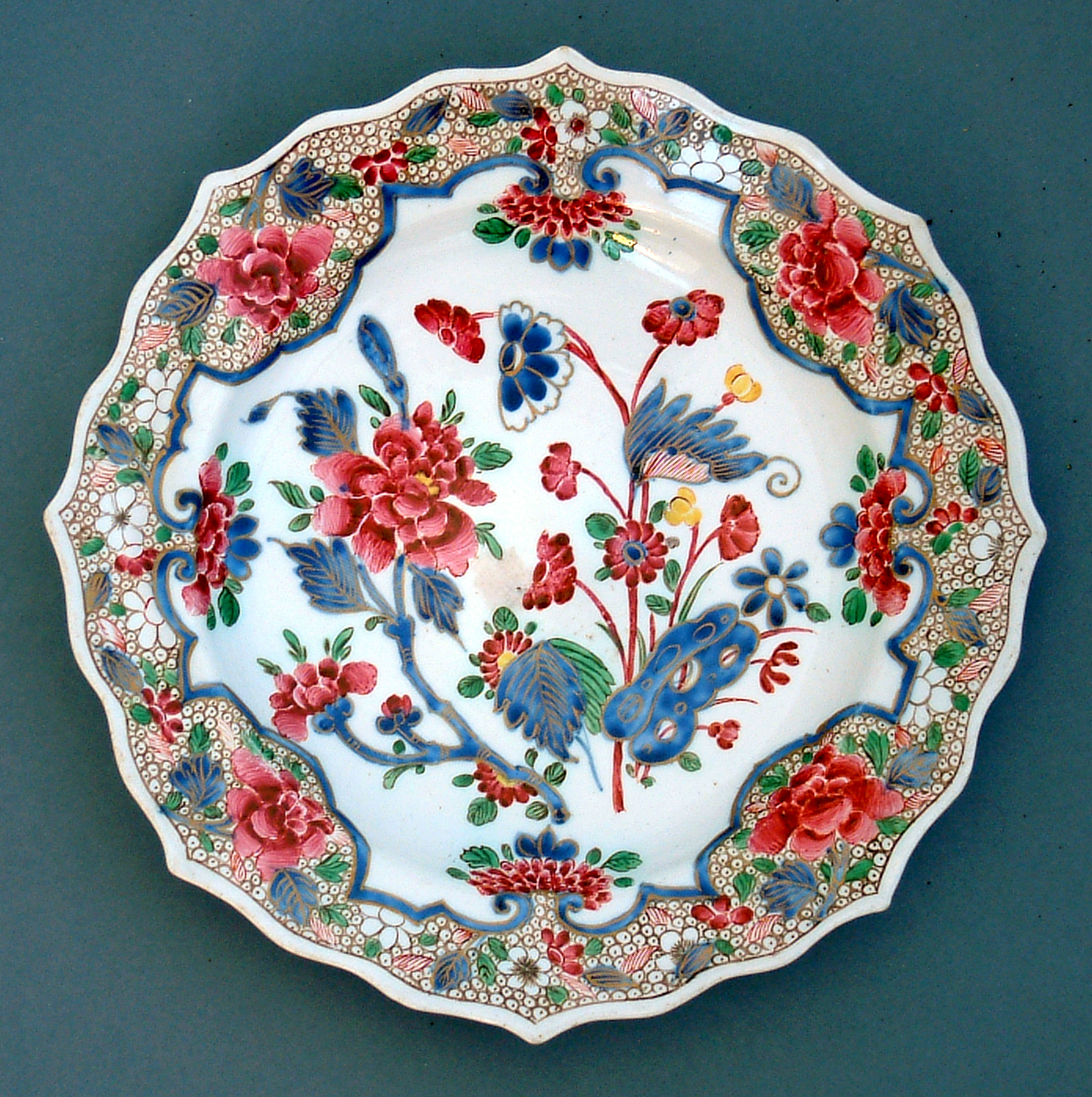
Schale mit orientalisch anmutendem Nelkendekor. Ginori a Doccia, drittes Quartal 18. Jh.

Nach dem Tod von Carlo Ginori im Jahr 1757 gelang es seinem Sohn Lorenzo, nach Überwindung einiger Erbschaftsprobleme mit seinen Brüdern Bartolomeo und Giuseppe und dank einer immer größeren und differenzierteren Produktion, die Ginori–Manufaktur zu stärken und endgültig den Grundstein für ihren künftigen Erfolg zu legen.
Die Haltung von Lorenzo Ginori gegenüber den Arbeitern hatte nicht die väterlichen Züge einer vollen Einbeziehung. Tatsächlich, so Biancalana, scheint Lorenzo „nicht direkt in die Produktionsprozesse involviert zu sein, und es gibt keine Gemeinsamkeiten mit den Problemen der täglichen Arbeit“, wie es bei seinem Vater Carlo der Fall war, der selbst Chemiker in der Fabrik war und nicht nur ihr Besitzer und Gründer.

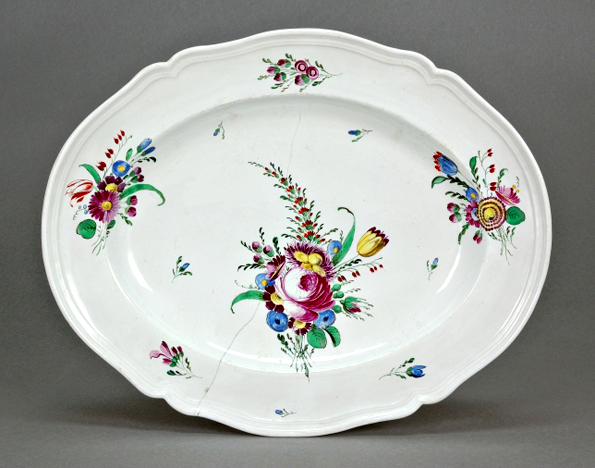
Tablett mit Blumensträußen verziert. Ginori a Doccia, drittes Quartal 18. Jh., Museo internazionale delle ceramiche in Faenza

Er war jedoch bestrebt, Experimente und technologische Innovationen einzuführen und zu fördern, darunter ab 1761 die systematische Einführung einer Mischung, die, ausgehend von einem harten Biskuit aus billigen Zutaten und einer weichen, für die Majolika typischen Glasur, ästhetisch wertvolle Ergebnisse zu niedrigen Kosten ermöglichte: sie wurde später, ab 1779, als „masso bastardo“ bezeichnet.
Schon früher, zu Carlos Zeiten, sprach man von „porcellana bastarda“, doch handelte es sich dabei um zwei völlig unterschiedliche Zusammensetzungen. In der Manufaktur Ginori wurde lange Zeit „masso bastardo“ verwendet, bis das aus Frankreich importierte Kaolin nach und nach alles andere verdrängte, was erst im ersten Viertel des neunzehnten Jahrhunderts vollständig der Fall war.
In der zweiten Periode wurden die aus der ersten entlehnten Dekorationen beibehalten, auch wenn die Ausdrucksstärke des spätbarocken Charakters abnahm, während der Duktus dazu neigte, sich mit anmutiger Eleganz an den Vorgaben des Rokokogeschmacks zu orientieren, auch wenn, wie Andreina d’Agliano betont, der Einfluss des Rocaille in Doccia nur von kurzer Dauer war und „bereits um 1770 dekorative Motive eingeführt wurden, die den neoklassizistischen Stil vorwegnahmen“.

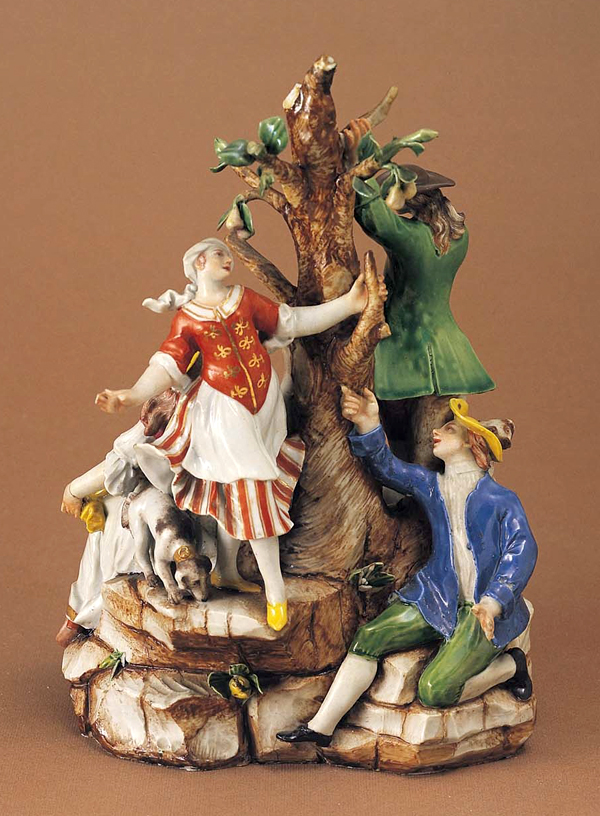
Die Birnenernte, polychrome Porzellangruppe, Ginori a Doccia, letztes Quartal des 18. Jh., Museo Richard-Ginori della Manifattura di Doccia.

Die „Blumenstrauß“–Dekore waren weit verbreitet (die sogenannte „Mazzetto“ eine Weiterentwicklung der „Ciocchetti“), mit dem „Sächsischen“–Motiv und dem „Hähnchen“, nun in Blau/Gold und später ausschließlich in Rot/Gold, mit roten Landschaften und, in verschiedenen Variationen, mit orientalischen Motiven, um nur einige zu nennen; die „Stempel“–Produktion wurde mit einer schwächeren Farbgebung fortgesetzt und die „Tulpe“ mit einer kleineren Feldaufteilung.
In der Zeit Lorenzos kam es zu keinen besonderen Veränderungen in der Skulpturenproduktion, abgesehen von einem langsamen und allmählichen Rückgang, der kaum vom Einfluss des Rokoko berührt wurde, während im Bereich der Keramik eine stilistische Anpassung an die vorherrschenden Moden stattfand.

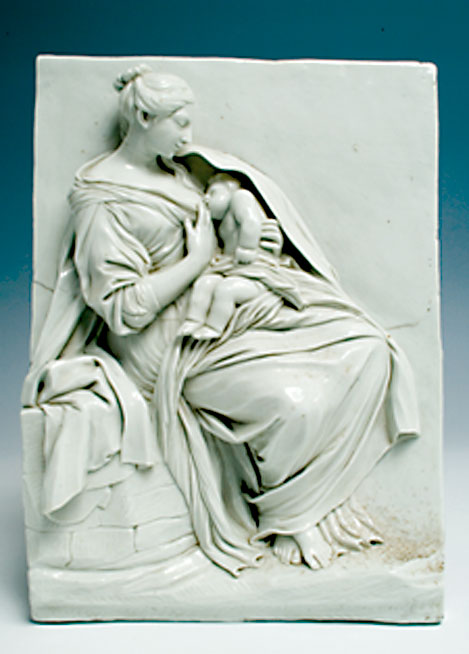
Sitzende Maria beim Stillen des Jesuskindes, Ginori a Doccia, um 1780, Museo Richard-Ginori della Manifattura di Doccia.

Dank der großen Fähigkeiten von Giuseppe Bruschi, dem Enkel von Gaspero Bruschi, und später von Giuseppe Ettel, der nach dem Tod von Gaspero Bruschi 1780 die Leitung der Skulpturenabteilung übernahm, entwickelte sich die Skulptur schließlich zum Rokokostil, auch wenn sie nie so vorherrschend wurde wie in anderen zeitgenössischen europäischen und italienischen Manufakturen. Sie erreichte ihren Höhepunkt im letzten Viertel des 18. Jahrhunderts mit der Herstellung bedeutender Gruppen mit allegorischen Darstellungen der Künste und mit orientalischen und pastoralen Themen, von denen die nebenstehend abgebildete Die Birnenernte, möglicherweise ein Werk von Giuseppe Bruschi, ein bedeutendes Beispiel ist.
In der zweiten Periode der Manufaktur Ginori entstanden Werke von großem Umfang und beachtlicher Bedeutung; Giuseppe Ettel wird unter anderem der Altar der Kirche San Romolo a Colonatta und der Kirche Santa Maria e San Jacopo a Querceto zugeschrieben. Auch die Herstellung von Basreliefs wurde fortgesetzt, wie die nebenstehende Muttergottes zeigt, deren Wachsskulptur im Museo Richard Ginori der Manufaktur von Doccia aufbewahrt wird, mit Ergebnissen, die bereits in den 1780er Jahren für die Entwicklung des Neoklassizismus offen waren.
Kurz vor seinem Lebensende gelang es Lorenzo Ginori, die künftige Leitung der Manufaktur auf eine solide Grundlage zu stellen, und zwar gerade wegen der schwierigen Familienstreitigkeiten mit seinen Brüdern, die die ersten Jahre der Leitung der Manufaktur nach dem Tod von Carlo Ginori geprägt hatten. Aus diesem Grund erhielt er am 10. Februar 1792 vom Großherzog der Toskana ein „Federcommesso Primogeniale Agnatizio, trotz der Verbote in den veglianti leggi“, das die Manufaktur ausnahmsweise und dauerhaft dem ältesten Sohn der Familie übertrug. Damit gelang es ihm, die Nachfolge der Familienmanufaktur reibungslos zu regeln und sich ausschließlich auf die Produktionsstrategien zu konzentrieren und alle verfügbaren Ressourcen auf dieses Ziel auszurichten.

## Die dritte Phase: Carlo Leopoldo Ginori Lisci

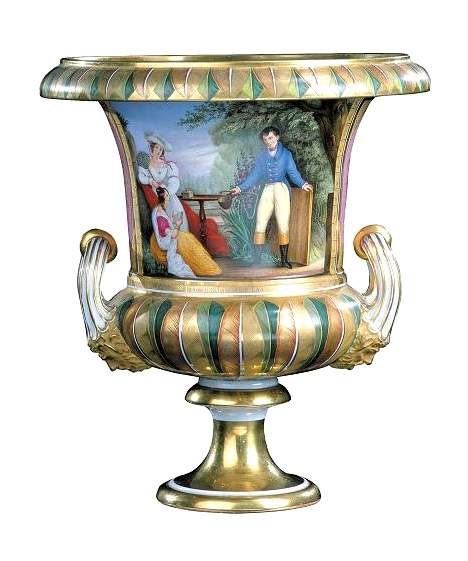
„Krater“–Vase mit der Darstellung eines Jagdausflugs. Ginori in Doccia, erstes Viertel des 19. Jh. Museo Richard-Ginori della Manifattura di Doccia.

Als Lorenzo Ginori 1791 starb, hatte die Manufaktur keinen direkten Nachfolger, da Lorenzos ältester Sohn, Carlo Leopoldo Ginori Lisci, erst ein Jahr alt war. „Bis zur Volljährigkeit des Sohnes lag daher die Leitung des Familienunternehmens in den Händen von Francesca Lisci, der Mutter von Carlo Leopoldo.“ Trotz des schwierigen Verhältnisses zu Lorenzo Ginori wurde sein Onkel Giuseppe Ginori zum Vormund des Kindes ernannt. Marchese Giuseppe sollte zusammen mit Francesca Lisci eine entscheidende Rolle in der Leitung und Organisation der Manufaktur spielen.
Die Zeit der Vormundschaft und die Periode, in der Carlo Leopoldo die direkte Verantwortung für die Manufaktur übernahm, waren durch eine unterschiedliche Einstellung zur Führung der Manufaktur gekennzeichnet: In der ersten Phase setzte sich die künstlerische Leitung fort, während mit der Volljährigkeit von Carlo Leopoldo das Interesse der Familie Fanciullacci an der Leitung der Manufaktur immer mehr zunahm, manchmal nur durch die starke Persönlichkeit von Carlo Leopoldo Ginori Lisci eingeschränkt.
Andreina d’Agliano und Luca Melegati identifizieren in der Zeit von Carlo Leopoldo Ginori Lisci (1792–1837) einen bemerkenswerten Einfluss des Empire, der als logische Folge der „politischen Ereignisse in der Toskana, die zu Beginn des 19. Jahrhunderts zunächst mit dem Königreich Etrurien und dann mit der direkten Verwaltung durch Elisa Baciocchi, Großherzogin der Toskana von 1809 bis 1814, in den napoleonischen Einflussbereich geriet, veranlasste Ginori zu intensiven Handelsbeziehungen mit Frankreich“.

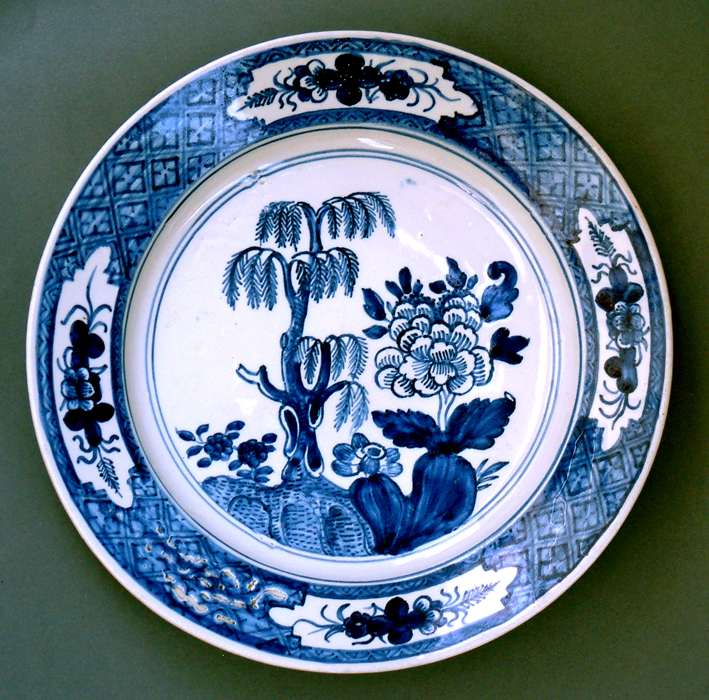
Schale mit orientalischem Dekor in Weiß und Blau. Ginori a Doccia, Ende 18. Jh.

Er wurde zum Kammerherrn Napoleons I. ernannt und unterhielt in dieser Eigenschaft häufigen Kontakt mit dem Direktor der königlichen Manufaktur von Sèvres, Alexandre Brogniart, einem Mann mit großer Erfahrung sowohl in der Auswahl der Materialien und ihrer optimalen chemischen Zusammensetzung als auch in der Brenntechnik. Er reiste auch nach England, Deutschland und Österreich, um seine Kenntnisse zu vervollständigen. Dies schlug sich in den Produktionsmechanismen der Fabrik mit bemerkenswerten technologischen Neuerungen nieder: von der Entwicklung des Ofens nach französischem Vorbild im Jahr 1806, „[..] der eine bessere Wärmeverteilung im Vergleich zu den (bis dahin verwendeten) rechteckigen Öfen ermöglichte“, über den Ofen nach italienischem Vorbild zwischen 1816 und 1818, einen vierstöckigen, zwölf Meter hohen Rundofen, bis hin zur Verwendung von Mineralien aus Saint Yrieix in Frankreich, die zur allmählichen Aufgabe der Standorte Tretto und Montecarlo führte.
In der Folge wurde der masso bastardo immer seltener verwendet, was darauf hindeutet, dass für die Porzellanherstellung nun überwiegend französischer Ton mit der gleichen Tonart und chemischen Zusammensetzung wie in Sèvres verwendet wurde.

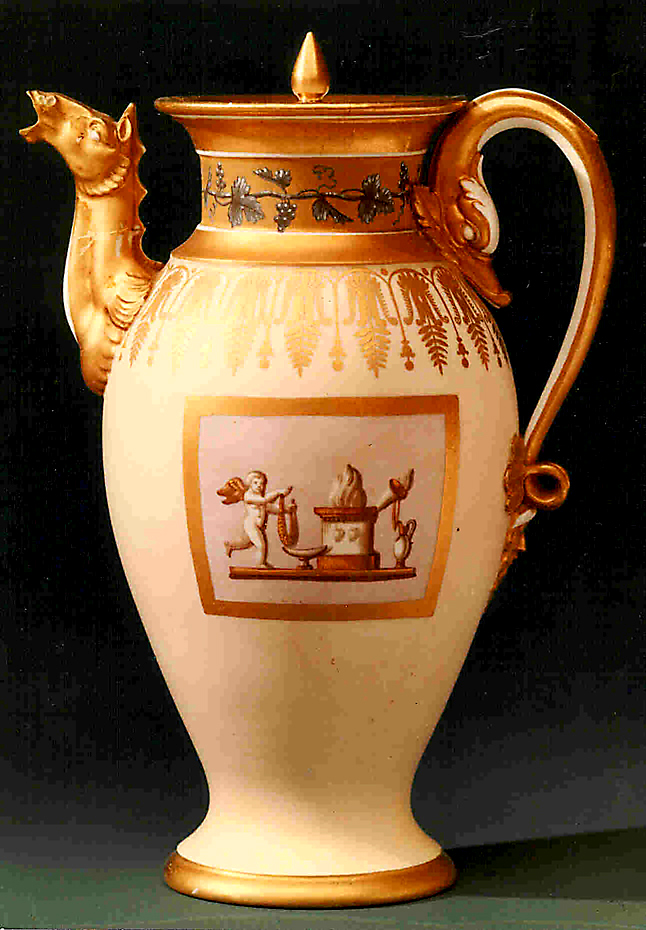
Bemalte Cioccolatiera mit Dekoration und Bild, in einem Rahmen, klassisch inspiriert. Ginori in Doccia, erstes Viertel 19. Jh., Museo Richard-Ginori della Manifattura di Doccia.

Neben den Materialien zeugen auch die Stile und Dekore dieser Zeit von der allmählichen Übernahme französischer Vorbilder, die für das frühe Kaiserreich typisch waren. Um die Typen zu erweitern, kaufte Carlo Leopoldo, der wie sein Vater der Stadt Neapel sehr verbunden war, 1821 die Modelle von Capodimonte und der Real Fabbrica Ferdinandea mit dem Recht, das Markenzeichen (das gekrönte N) zu kopieren.
Insgesamt erwiesen sich die strategischen Entscheidungen der Manufaktur Ginori als erfolgreich, so dass die Manufaktur Doccia von den Auswirkungen der napoleonischen Kriege zu Beginn des 19. Jahrhunderts verschont blieb und sich im zweiten Viertel des 19. Jahrhunderts gut strukturiert und wirtschaftlich erfolgreich auf dem Markt behaupten konnte.
Unter den bildlichen Dekorationen setzte sich das Thema der „Veduten“ durch, das der Florentiner Ferdinando Ammannati, der bereits in der Königlichen Manufaktur Ferdinandea ein geschätzter Vedutenmaler war, nach seiner Ankunft in Doccia 1809 in die Manufaktur Ginori einführte. Ammannati arbeitete bis 1823 erfolgreich in Doccia und übertrug alle in Neapel gesammelten Erfahrungen und den verfeinerten klassizistischen Geschmack der bourbonischen Hauptstadt auf die Manufaktur in Doccia.

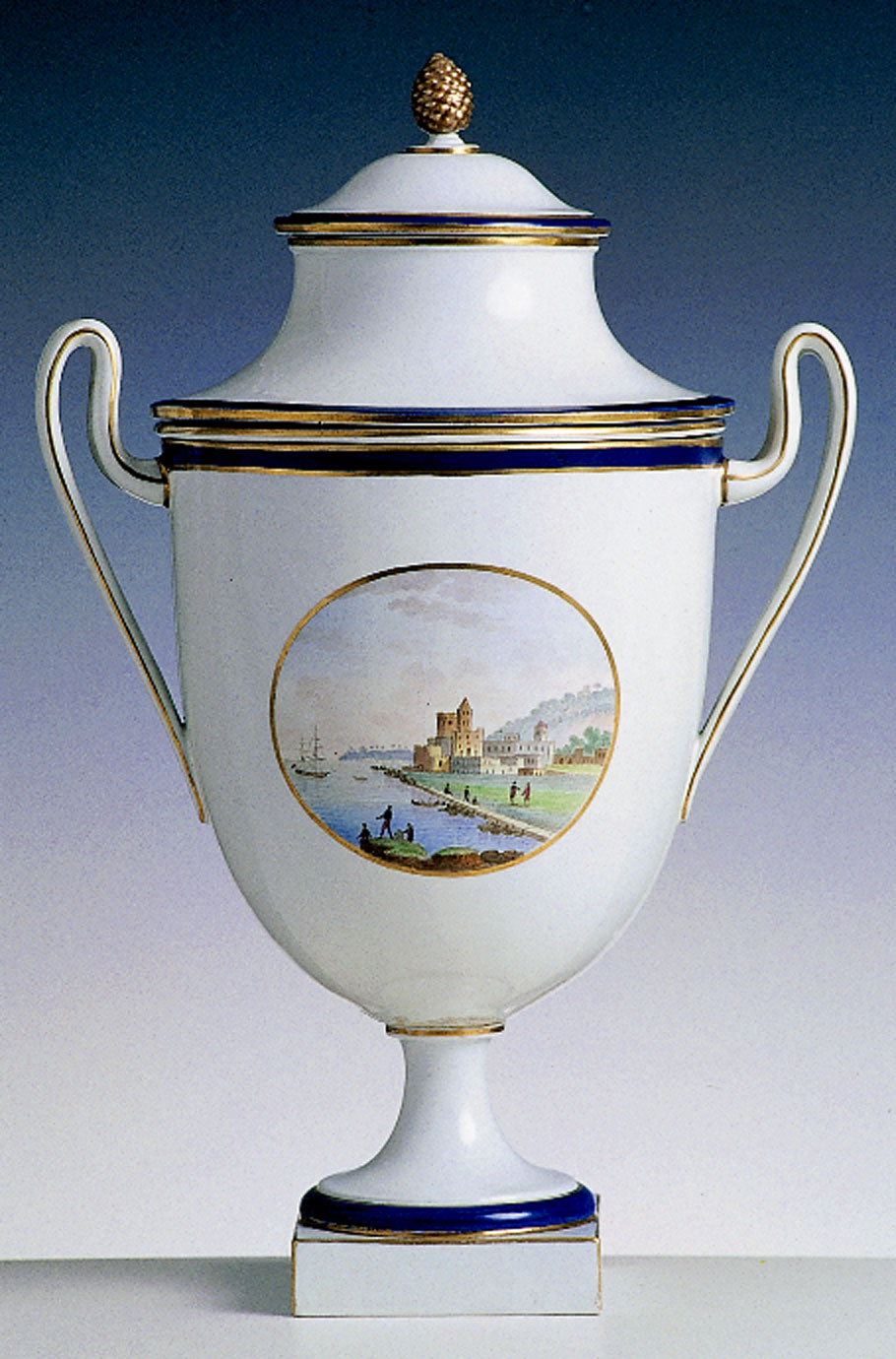
Porzellangefäß mit Küstenansicht. Ginori a Doccia, erstes Quartal 19. Jh., Museo Richard-Ginori della Manifattura di Doccia.

Die Ansichten umfassen römische Ruinen, klassische Architektur, Monumente der Magna Graecia und mythologische Szenen, die sich auch auf den reichen ikonographischen Fundus der archäologischen Stätten stützen, mit den in der zweiten Hälfte des 18. Jahrhunderts in Pompeji, Herculaneum und Stabiae entdeckten und in berühmten Druckwerken verbreiteten Funden, mit der entscheidenden Rolle von Johann Joachim Winckelmann und den berühmtesten Kupferstechern der Epoche: Raffaello Morghen, Paolantonio Paoli und Giovanni Volpato. Ergänzt wurden diese Darstellungen durch Küstenansichten von Kampanien, Neapel und Rom sowie Plätze, Paläste und Monumente der toskanischen Städte und Gebiete.
Der Anteil der Porträtmalerei im neoklassizistischen Stil nahm eine gewisse Bedeutung ein, während in der dritten Phase die Produktion von Tafelgeschirr im „Tulpen“– und „Mazzetto“–Stil in Serie fortgesetzt wurde.
Für die ersten Jahre der Leitung des Unternehmens durch Carlo Leopoldo Ginori gibt es keine Inventarlisten. Die erste ist die der „sfornaciate“ aus dem Jahr 1812, aus der deutlich hervorgeht, dass für die verschiedenen Dekorationstypen, die die Hauptmotive umreißen, die typischen Elemente des Empire–Stils übernommen wurden: „gridellini (Gitter)“, „meandri (Mäander)“, „fasce (Bänder)“, die verschiedene Dekors unter diesen Namen zusammenfassen.
Die charakteristischen plastischen Applikationen von Maskaronen, geflügelten und löwenköpfigen Sphinxen, Pferden, Gänsen, Adlern, Schlangen, Delphinen und Harpyien, um nur einige zu nennen, komplettierten die Bildthemen, die zum Repertoire der klassischen Herkunft und darüber hinaus gehörten.
Eine Bestätigung dafür finden sie im Inventar: „Etruskische Vase mit Goldmäander auf zarten Flachrelief, Perlenfestons und brünierte und zarte Schwäne, Fuß, Deckel alle vergoldet“ [..] „Bussolotti und kleine Tegamino Untertassen mit schwarzem Schild bemalt, mit Bucchero–Figuren, Goldmäander und Goldrändern, [..] Charons Barke in Helldunkel, [..] Untertasse mit französischem Mottetto und Kriegshieroglyphen, [..] Sgraffierte Adler, [..] mit Napoleon–Porträt [..] Untertasse mit miniaturisierten Porträt der Großherzogin“ und viele andere in der gleichen ikonografischen Richtung.
In den ersten Jahren des 19. Jahrhunderts kamen weitere Künstler nach Doccia: der Franzose Giovanni David, der Genfer Franc Joseph de Germain und der Miniaturist Abraham Constantin aus der Manufaktur von Sèvres, Meister von Giovanni Crisostomo Fanciullacci, Sohn von Giovan Battista, der bereits zu den besten Malern zählte und Leiter der Manufaktur von Ginori war.
Unter der Herrschaft von Carlo Leopoldo ging die Produktion von Plastiken stark zurück, was durch die Einführung des Biskuitporzellans, das bereits in der neapolitanischen Manufaktur der Bourbonen verwendet wurde, aber in Doccia unter Lorenzo Ginori keinen Erfolg hatte, kaum ausgeglichen wurde.
Die Biskuitproduktion von Doccia konzentrierte sich auf Statuetten und Gruppen, die nach Modellen der Real Fabbrica Ferdinandea hergestellt wurden, wobei die Motive hauptsächlich aus dem archäologischen Repertoire stammten. Unter den Biskuitprodukten, die stets von guter Qualität waren, finden sich raffinierte Tassen mit dem Porträt von Elisa Bonaparte, der Schwester Napoleons.

## Mitte des 19. Jahrhunderts

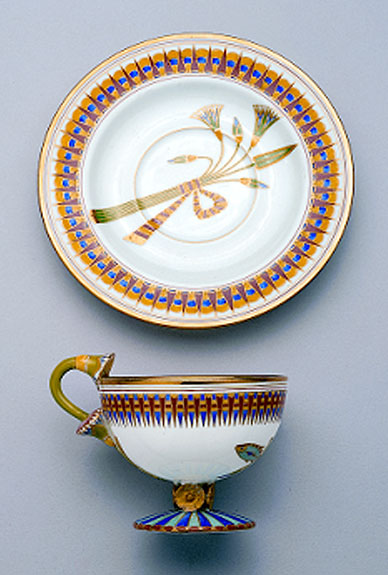
Tasse und Untertasse aus dem Service für den Khedive von Ägypten. Ginori a Doccia, um 1874, Museo Richard-Ginori della Manifattura di Doccia.

Als Carlo Leopoldo 1837 starb, war sein Nachfolger, Marchese Lorenzo, noch nicht volljährig, so dass seine Witwe, Marianna Garzoni Venturi, mit Unterstützung des Marchese Pierfrancesco Rinuccini die Leitung der Manufaktur übernahm.
Nach dem Ende der Vormundschaft und der Übernahme der direkten Verantwortung im Jahr 1847 führte Lorenzo II. Ginori einige wichtige Änderungen in der Verwaltung der Manufaktur und bei der Materialbeschaffung ein, die es ihm ermöglichten, die Produktionskosten erheblich zu senken.
Die Familie Fanciullacci gab die Leitung der Manufaktur endgültig ab, und die Forschungen des Chemikers Giusto Giusti, eines engen Mitarbeiters des Marchese Lorenzo, erwiesen sich als grundlegend für die technische Neuausrichtung: Er ersetzte den teuren Ton aus Limoges durch den billigeren englischen Ton aus Cornwall.
Leonardo Ginori Lisci schreibt: „In diesen Jahren setzte die Manufaktur ihre aktive Tätigkeit fort, jedoch ohne besondere Neuerungen. Das einzige Ereignis von einiger Bedeutung war die Teilnahme von Doccia an den toskanischen Ausstellungen“, wo sie 1861 auf der Esposizione Nazionale di Firenze eine Goldmedaille erhielt.
Die Aktivitäten zur Erschließung internationaler Märkte wurden intensiviert, und die Ausstellungen in New York 1853, Sydney 1859, Melbourne 1881 und Rio de Janeiro 1884 waren für das Unternehmen von großem Erfolg gekrönt.

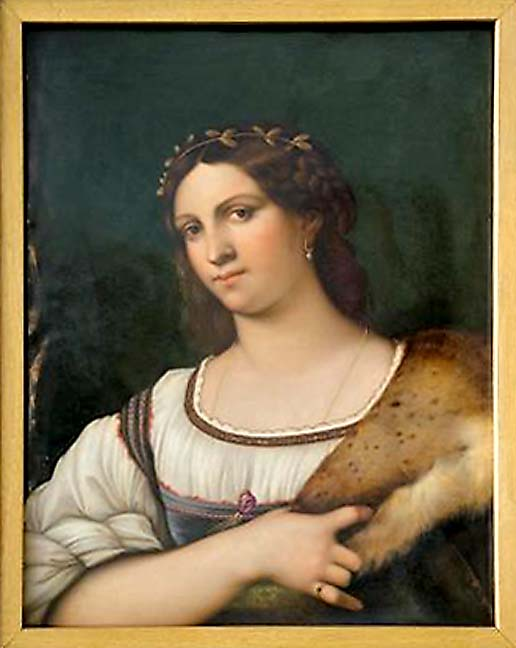
Porzellanplakette mit einer Reproduktion eines Gemäldes von Sebastiano del Piombo. Ginori a Doccia, zweites Quartal des 19. Jh., Museo Richard-Ginori della Manifattura di Doccia.

Unter den Stilrichtungen dieser Zeit sind die Medici–Vase, die auf der Londoner Ausstellung von 1862 großen Erfolg hatte, und der Typus der großen Krug- und Trompetenvasen mit typisch orientalischem Dekor, die auf internationalen Ausstellungen großen Anklang fanden, von besonderer Bedeutung.
Die Mitte des 19. Jahrhunderts ist durch eine endgültige technische Entwicklung geprägt, die sich an den Arbeitsprozessen der Manufaktur von Sèvres orientiert und zu einer „[..] allmählichen Vervollkommnung des Porzellans führt, das sich nun ganz im französischen Stil präsentiert [..] Auch die kommerzielle Seite wird stärker verfolgt und gepflegt, und die ständige Teilnahme an verschiedenen Ausstellungen ist dafür die beste Bestätigung“.
Zur gleichen Zeit entstand das blau dekorierte Steingut und der Erfolg der künstlerischen Majolika begann, die die gesamte große Ikonographie der Renaissance, des Manierismus und des Barock neu interpretieren sollte. Mit der Wiederentdeckung der Majolika wurde auch der Naturalismus des 19. Jahrhunderts auf die Majolika übertragen, und zwar durch den Maler Giuseppe Benassai, der Werke von beträchtlicher Größe schuf und für kurze Zeit mit der Manufaktur zusammenarbeitete.
In den 1880er Jahren machte sich der rasche Niedergang des Eklektizismus bemerkbar, und auch die Manufakturen spürten den vorherrschenden Einfluss, der nie ganz verschwand und mit den Dekoren des chinesischen und japanischen Porzellans aus dem Fernen Osten nach Europa zurückkehrte, wo sie die Keramikkunst mit neuem „Herzblut“ belebten und den zusammengewürfelten Eklektizismus des 19. Jahrhunderts hinter sich ließen. Sowohl in der Manufaktur von Sèvres als auch in der von Doccia tauchten zarte Blumendekore auf, die sich durch einen fast kalligraphischen Duktus auszeichneten.
Im letzten Viertel des Jahrhunderts wurde die Produktion erheblich ausgeweitet, die Zahl der Beschäftigten stieg auf fast 1.500, und die Produktionslinien wurden erfolgreich auf die Bereiche Elektrotechnik und Chemie ausgedehnt.

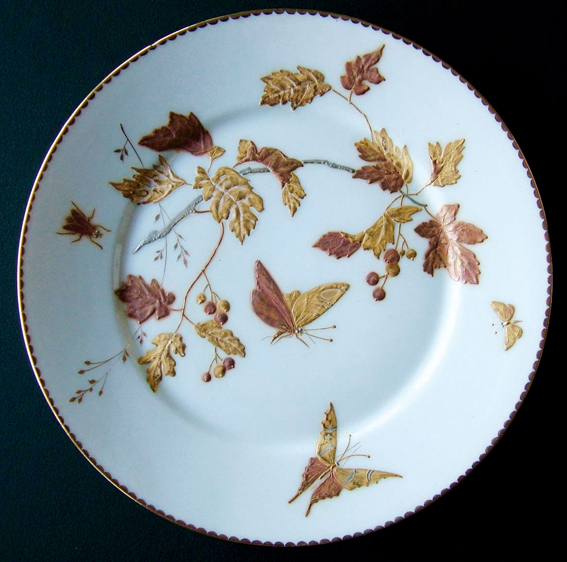
Probeteller des Services für Umberto I. von Savoyen, Ginori a Doccia, 1881, Museo Richard-Ginori della Manifattura di Doccia.

Eine wichtige Rolle spielte in diesen Jahren Paolo Lorenzini, ein wertvoller und zuverlässiger Mitarbeiter der Familie Ginori als Ersatz für Fanciullacci, Bruder von Carlo Lorenzini, der unter dem Pseudonym Collodi ein bekannter Schriftsteller war.
Zu den besten Malern dieser Epoche zählen Eugenio Riehl und Lorenzo Becheroni (dessen Sohn das Tafelservice für Umberto I., das heute im Quirinalspalast aufbewahrt wird, zugeschrieben wird), während auf den Naturalismus von Benassai die Produktion von künstlerischer Majolika folgte, in der sich der Maler Angelo Marabini während seines kurzen Aufenthalts in Doccia auszeichnete.
1878 starb Lorenzo II. und wurde von seinen vier Söhnen beerbt. Der älteste Sohn, Carlo Benedetto, wurde mit der Verwaltung betraut, unterstützt von Paolo Lorenzini. Mit dessen Tod im Jahr 1891 fehlte dem Marchese Carlo Benedetto ein wichtiges Element in der Verwaltung, dem der später vom Marchese Ginori eingesetzte Verwalter nicht gewachsen war.
Auch aufgrund der von Familienmitgliedern geäußerten Teilungswünsche, der Notwendigkeit einer umfassenden Modernisierung und des Kaufangebots von Giulio Richard reifte in der Familie Ginori die nicht einfache Entscheidung, das Unternehmen 1896 an den Mailänder Industriellen zu verkaufen: „So beschlossen die Eigentümer 1896, das ruhmreiche, jahrhundertealte Familienunternehmen aufzugeben. So ging die Manufaktur mit all ihrer beispielhaften künstlerischen und kommerziellen Organisation in ein größeres Unternehmen über, das den Namen Richard–Ginori annahm, ein Unternehmen, das in Italien und in der ganzen Welt bekannt ist und den Glanz der italienischen Porzellanindustrie würdig fortsetzt“.

## Markenzeichen

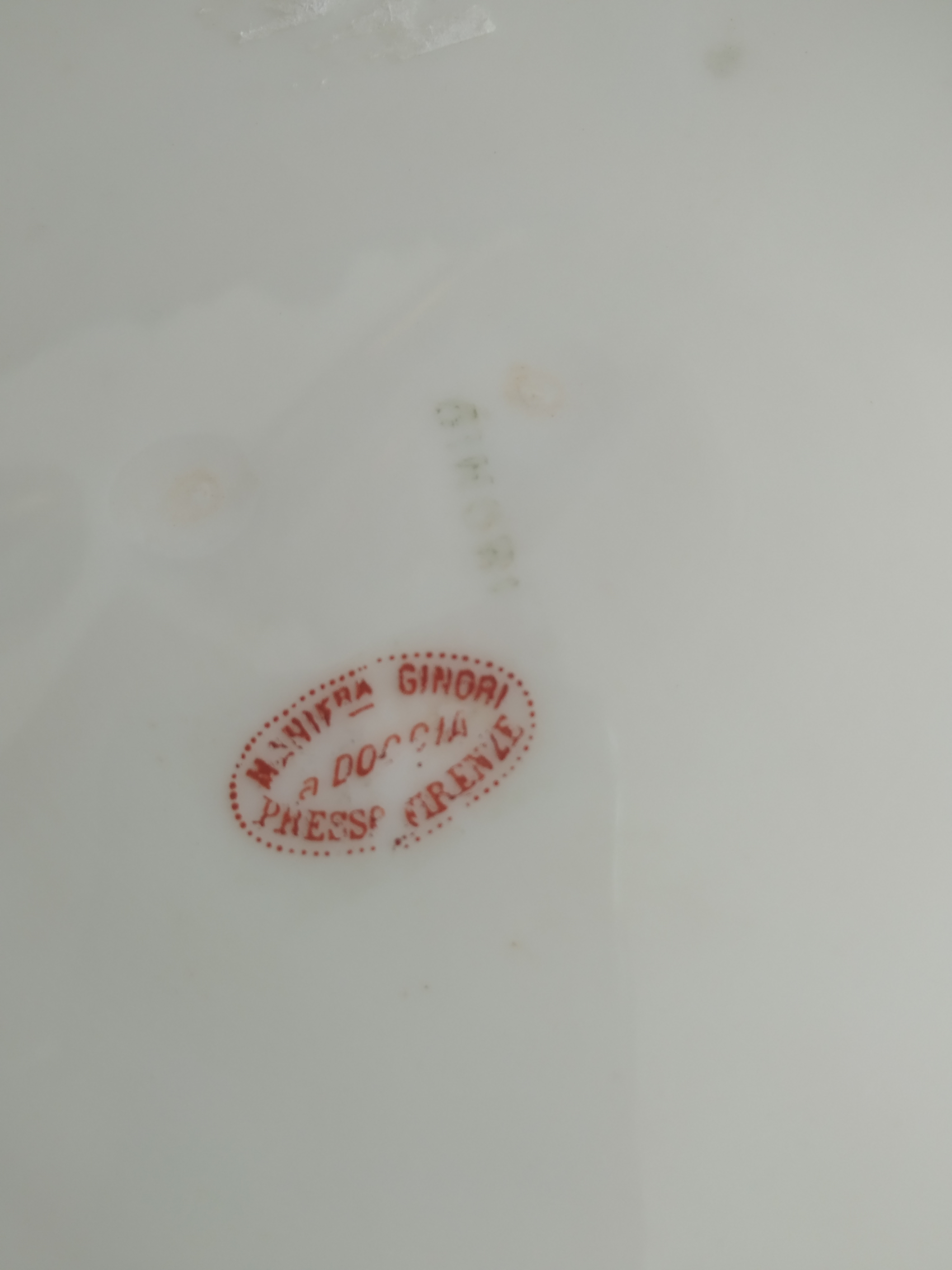
Markenzeichen Manifattura Ginori a Doccia

Obwohl es zweifellos Versuche gab, hat die Manufaktur Ginori in Doccia, im Gegensatz zu Meißen, wie übrigens auch die Wiener Manufaktur Du Paquier, in den ersten Jahren sicher nicht durchgängig eine Marke verwende. Die für das Medici–Porzellan bereits charakteristische Kuppel des Florentiner Doms, der kleine achtzackige Stern, die drei Sterne im Wappen der Familie Ginori und die Kuppel selbst scheinen zaghafte Versuche zur Einführung einer Marke gewesen zu sein, die mangels sicherer Beweise für einen solchen Willen des Marchese Carlo und seines Nachfolgers Lorenzo nur ein weiteres Element in der Diskussion darstellen können.
Unter der Leitung von Lorenzo Ginori und auf Drängen von Saint Laurent war mehrfach daran gedacht worden, die in den Öfen von Doccia hergestellten Stücke mit einer Marke zu versehen, einerseits um Fälschungen auf dem in Neapel verkauften und dort grob dekorierten Porzellan zu verhindern, andererseits weil Lorenzo, wohl aus „Imagegründen“, seine eigenen Produkte von denen der Konkurrenz unterscheiden wollte, wie es andererseits inzwischen fast alle Manufakturen taten.
Erst unter der Leitung von Carlo Leopoldo Ginori wurde jedoch bereits 1780 ein echtes und angemessenes Zeichen, das eingeprägte Sternchen, als fast sichere Vereinfachung der bereits erwähnten drei Sterne im Florentiner Familienwappen dokumentiert. Das Sternchen oder der Stern findet sich im gleichen Zeitraum, auch in der goldenen oder roten gemalten Variante, bis in die erste Hälfte des 19. Jahrhunderts, manchmal abwechselnd mit aufgemalten Zahlen oder P (erste Wahl) und eingeprägtem F. In der Folgezeit, bis etwa 1840, wurde „GINORI“ vor allem auf Majolika geprägt, während zur gleichen Zeit das gekrönte N auf Porzellan erschien (mit dem Erwerb der Modelle der Real Fabbrica Ferdinandea und dem Recht, deren Marke zu reproduzieren). In der zweiten Hälfte des 19. Jahrhunderts, zwischen 1850 und 1890, findet man das eingeprägte G in einer Raute (vertikal) oder Ginori in einem Oval. In den letzten Jahrzehnten auch Manifattura Ginori in einem Oval mit einem Stern im Zentrum. Die beiden letztgenannten Markentypen sind in den Farben Schwarz, Blau, Grün und Rot gemalt.

### Erläuterungen
1. ↑  Heute im nördlichen Teil der Stadt gelegen
2. ↑  Die Grundlagen des chemischen Wissens von Carlo Ginori lassen sich im Wesentlichen auf die Arbeiten von fünf wichtigen Persönlichkeiten zurückführen: Johannes Kunckel, Pierre Joseph Macquer, René-Antoine Ferchault de Réaumur, Johann Heinrich Pott und schließlich Nicolas Lefevre. (Biancalana 2009, S. 15, 24)
3. ↑  Ein „Chemielabor, das der Markgraf in seinem Palast in der Via de' Ginori in Florenz errichten und einrichten ließ“, ist dokumentiert. (Ginori Lisci 1963, S. 23)
4. ↑  Unter dem Begriff Arkanist (vom lateinischen „arcanum“ für Geheimnis) verstand man im 18. Jahrhundert einen Chemiker, der das Geheimnis der Herstellung von Porzellan nach chinesischem und japanischem Vorbild kannte.
5. ↑  Dies ist das Material, das in Archivdokumenten als „von den Venezianern mitgebrachte Erden“ bezeichnet wird. (Biancalana 2009, S. 212)
6. ↑  Um die besten Ergebnisse zu erzielen, wurde unermüdlich geforscht und mit den verschiedenen Tonarten experimentiert. Zu den ersten Böden, die Carlo Ginori nutzte und die in den Dokumenten erwähnt werden, gehören die aus: Siena (aus verschiedenen Orten), Sestino, Montecarlo (aus verschiedenen Orten), Pescia, Portoferraio, Arezzo, Galluzzo, Castelfranco di Sotto, Modigliana, Scarperia, Altopascio, Sansepolcro, Sesto Fiorentino und Fiesole, Barga, Monte Morello, Pistoia und Pietrasanta. (Biancalana 2009, S. 205–206)
7. ↑  1742, während eines Aufenthalts in Wien, schreibt er an seine Frau Elisabetta Corsini: „Sag Jacopino, wenn die Schmelztiegel mit dem letzten Montecarlo-Ton zerbrechen, kann er sie mit drei Teilen des besagten Montecarlo-Ton und einem Teil der gleichen Schmelztiegel, die im Ofen waren und gemahlen wurden, probieren“. Er fordert ihn auf, die Schmelztiegel, die beim Brennen zerbrochen sind, wieder zu verwenden, sie zu zermahlen und mit den Tonerden von Montecarlo zu vermischen, um neue Mischungen herzustellen. (Biancalana 2009, S. 17)
8. ↑  Aus Dokumenten im Archiv der Familie Ginori Lisci geht hervor, dass Carlos Vater Lorenzo Ginori aus dem Osten über Goa und Lissabon ein weiß–blaues Kangxi-Porzellanservice mit dem Wappen seiner Familie schickte, „das im Hause Ginori als Nagasaki–Service bekannt war“ (Biancalana 2009, S 14)
9. ↑  In Deutschland waren die Hausmaler der Manufakturen, wie z. B. in Meißen, selbständige Maler, die Rohlinge von den Manufakturen kauften und in ihren eigenen Häusern, in denen sie ihre Werkstatt hatten, bemalten. Berühmte Augsburger Hausmaler: Cinzia Piglione, Francesca Tasso: Arti minori. (italienisch, eingeschränkte Vorschau in der Google-Buchsuche).
10. ↑  Aus den Inventaren sind verschiedene von Carl und Anton Anreiter gemalte Sujets bekannt, darunter: „Die Zeichnung von Kanonen“, „Mit Schlachtszenen“, „Mit orientalischen Figuren“, „Mit Szenen von Straßenberufen“, „Mit Pflanzen und Schlangen in ihrem natürlichen Zustand gemalt“ (letzteres von seinem Sohn Anton).
11. ↑  Ausführliche Studien über die Person dieses Künstlers verdanken wir vor allem Alessandro Biancalana in La figura di un secondo Johan Karl Anreiter, figlio di Karl Wendelin, einem Artikel, der in der Zeitschrift Ceramica Antica, Oktober 1999, erschien, und wiederum Johann Karl Wendelin Anreiter von Ziernfeld, in Der Schlern, Jahr 2000, Nr. 74.
12. ↑  Jacopo Fanciullacci (1705–1793) war das bedeutendste Mitglied der Familie. Er war von Anfang an Ofenmeister, Arkanist und „Minister“ (Verwaltungsleiter) der Manufaktur. Sein Vater Francesco war wahrscheinlich ein Siedler bei der Familie Ginori. Jacopos Söhne, Anton Maria und Giovan Battista, sowie deren Kinder und Enkelkinder wurden in Verwaltungspositionen oder in der Malerei der Manufaktur eingesetzt, bis die gesamte Familie von Lorenzo II. Ginori entlassen wurde.(Biancalana 2009, S. 264–265)
13. ↑  Biancalana schreibt zur Identifizierung des Namens: „[...] Die Schreibweise des Namens Lhetournaus ist nicht eindeutig: Le Torneau, Chethournaus oder Leturnò, aber auch Nicholas Lethournaus, erscheinen am zuverlässigsten, da sie von der handschriftlichen Unterschrift des Keramikers stammt. [...] Die Ankunft des Franzosen in Italien könnte auf das Jahr 1737 zurückgehen, wenn man Lethournaus mit einem Maler, „einem gewissen französischen Nicholas Lethournaus“, identifiziert, der bis zum 27. August 1737 in der Manufaktur Antonibon in Nove gemeldet war [...].“
14. ↑  "Dazu gehört eine Teekanne, die im Museo delle Porcellane in Doccia aufbewahrt wird und auf die Zeit um 1740–1745 datiert werden kann. Sie bildet bewusst eines der typischen Chinoiserie–Designs von Johann Gregorius Hoeroldt ab."(d’Agliano 2005, S. 66–67)
15. ↑  Die Beschreibung dieses dekorativen Themas, das mit chinesischen Schriftzeichen bemalt ist und in dem viel Gold verwendet wurde, stammt aus alten Fabrikinventaren.
16. ↑  Es handelt sich dabei um die charakteristischen chinesischen Gebäude, die im Westen in Gemälden und Drucken des 17. und 18. Jahrhunderts weit verbreitet sind.
17. ↑  In diesem Sinne kommt Biancalana auf der Grundlage der jüngsten Studien zu dem Schluss, dass „man also keinesfalls von einem Neoklassizismus sprechen kann, der sich erst einige Jahrzehnte später durchsetzen sollte“. (Biancalana 2009. S. 39)
18. ↑  Interessant sind auch die Gruppen, die einigen Bronzen von Agostino Cornacchini entlehnt sind, wie „Der verwundete Adonis“ und „Der schlafende Endymion“ [...] Die Beispiele nach Cornacchinis Modellen zeichnen sich durch eine Art und Weise aus, der die Spannung, manchmal sogar die Dramatik fehlt, die man in den Skulpturen von Soldani Benzi findet. Im Vergleich zu den Skulpturen von Soldani Benzi sind die Gesichtszüge entspannter, die Formen weicher, wenn auch manchmal von einer größeren Trägheit der Gesten begleitet. (Monti 1988, S. 55)
19. ↑  In diesem Bestreben, bereits vorhandene bildhauerische Ressourcen wiederzuverwenden, kann man vielleicht etwas sehr Toskanisches erkennen: nichts wegwerfen, ein pragmatischer Umgang mit den Reichtümern des Lebens, zweifellos gemischt mit einem unverhohlenen Stolz auf die Vergangenheit, ein Phänomen, das später in der Schaffung des herrlichen „Tempietto“ in Cortona seinen Höhepunkt finden sollte. (Winter 2003, S. 20)
20. ↑  Filippo Della Valle könnte sich auf eine Kopie von Michelangelos Statue des Abends [Crepuscolo] in der Neuen Sakristei von San Lorenzo in Florenz bezogen haben, deren Porzellanversion im Museum Castello Sforzesco in Mailand aufbewahrt wird. Hinzu kommen Figuren aus dem klassischen Repertoire der römischen Paläste. (Biancalana 2009, S. 79)
21. ↑  Der „Masso Bastardo“ von Doccia, der den Marchese Ginori zu verdanken ist, hält in der Kühnheit seiner Modellierung dem Vergleich mit Meißen mit Bravour stand, ja er steht in der Mehrzahl seiner plastischen Arbeiten mitunter an der Spitze aller europäischen Manufakturen. (Barbantini et al. 1932, II Vol., S. 14)
22. ↑  Der Begriff „arte figulina“ bezieht sich auf die Kunst des Töpferns (lateinisch „figulina“, Substantiv von „figulinus“, abgeleitet von „figulus“, der mit Ton arbeitet, Töpfer).
23. ↑  Amor und Psyche, 1747, Arbeiten von Nicola Kinderman und Gaetano Traballesi nach einem Modell aus hellenistischer Zeit in der Galleria di Firenze den Uffizien. (Biancalana 2009, S. 56)
24. ↑  Um in den Kreisen des reichen italienischen Adels bekannt zu werden, schenkte Carlo Ginori den angesehensten Familien, mit denen er in Kontakt kam oder mit denen er befreundet war, „Wappenprototypen“, was ihm Bekanntheit und ihm wichtige Aufträge einbrachte. (Biancalana 2009, S. 180)
25. ↑  [..] zwei verschiedene Modelle von Amor und Psyche werden in den Inventaren erwähnt: eines von Giovan Battista Foggini, dessen Referenzmodell sicherlich jene Bronzeplastik ist, die sich heute im Detroit Institute of Arts befindet und deren Form 1748 von seinem Sohn Vincenzo Foggini ausgeführt wurde, und das andere, das von einer Bronzeplastik von Massimiliano Soldani Benzi stammt, die sich heute in Berlin befindet. Letztere ist auch als Porzellanfigur bekannt und befindet sich in den Sammlungen des Museo civico d'arte antica in Turin [..] (Biancalana 2009, S. 54–55)
26. ↑  Der Begriff „Fòggia“ bezieht sich auf die Form, in der eine Sache präsentiert wird. Fòggia. Vocabolario on line, abgerufen am 28. Oktober 2024 (italienisch).
27. 1 2  So heißt es im Text.
28. ↑  Der Laokoon, der heute im Poldi–Pezzoli–Museum in Mailand aufbewahrt wird, geht vielleicht auf eine Bronze von Susini oder auf ein klassisches Original zurück und ist einem Wachsabguss von Vincenzo Foggini vom Juni 1748 entnommen; [..] (Biancalana 2009, S. 89)
29. ↑  Im Juli 1744 erhielt Maximilians Sohn, Ferdinando Soldani Benzi, eine hohe Zahlung für den Erlös einer Form einer Pietà-Gruppe. Dabei soll es sich um eine bedeutende Gruppe handeln, von der wir heute drei Porzellanexemplare kennen: das weiße Exemplar im Besitz der Fürsten Corsini und zwei polychrome Versionen, von denen die erste im Los Angeles County Museum of Art und die andere im Nationalmuseum in Stockholm aufbewahrt wird.
30. ↑  Die Gruppe der Opferung Abrahams ist der Bronzegruppe entnommen, die Giuseppe Piamontini 1722 für die Kurfürstin Anna Maria Luisa de’Medici anfertigte und die Jennifer Montagù als Vorbild für das Porzellan angibt; es war die zweite von vier sakralen Bronzen mit alttestamentarischen Themen: die anderen drei waren Die Opferung der Tochter des Jephthah, Judith, die Holofernes den Kopf abschlägt und David mit dem Kopf des Goliath (Biancalana 2009, S. 77)
31. ↑  N 5. Gruppe der Sammaritanerin mit Jesus Christus am Brunnen. Von Ticciati. In Wachs mit Figuren (Biancalana 2009, S. 95)
32. ↑  Die Magdalenengruppe wird unter den Modellen im dritten Saal als Gruppe der Magdalena, die die Füße Jesu Christi küsst, und des stehenden Pharisäers bezeichnet. Von Soldani' [Benzi] in Wachs mit Figuren. (Biancalana 2009, S. 72–73)
33. ↑  Die plastischen Modelle zum Thema San Benedetto spiegeln sich in der Wachsfigur von Soldani Benzi wider, die im Museum von Doccia aufbewahrt wird. (Biancalana 2009, S. 100)
34. ↑  In diesem Schreiben äußert Bruschi seine Verwunderung über den Auftrag des Marquis Ginori, eine so große (fast lebensgroße) Skulptur zu schaffen, und zwar aus technischer Sicht
35. ↑  Die vier Bronzen befinden sich heute im Bayerisches Nationalmuseum in München, die Terrakotta–Modelle im Museo degli Argenti im Palazzo Pitti in Florenz und die Wachsmodelle im Museo delle porcellane di Doccia. (Biancalana 2009, S. 107)
36. ↑  Der erste Hinweis auf seine Herstellung stammt aus dem Jahr 1744, als der venezianische Kaufmann Marco Zuana am 22. August 1744 an den Marchese Ginori schrieb: Ich habe mit Befriedigung vernommen, dass das gewissenhafte Porträt der Königin ohne Schaden angekommen ist und Sie es zu Ihrer Zufriedenheit vorgefunden haben. Das Porträt war in Wien angekommen, und in der Korrespondenz zwischen Carlo Ginori und Baron Karl von Pfutschner finden sich zahlreiche Hinweise auf dieses Geschenk; [..] Ein Porträt Maria Theresias befindet sich heute im Museo Richard-Ginori della Manifattura di Doccia. (Biancalana 2009, S. 113)
37. ↑  "Zu diesem Werk gehören eine Medaille, die Maria Theresia von Österreich und Franz Stephan von Lothringen gemeinsam darstellt, und nicht weniger als dreiundsiebzig Medaillen der so genannten „Medici–Serie“, die Antonio Francesco Selvi ab 1739 in Bronze ausführte [..], alle auf blauem Grund [..].
38. ↑  
„[..] es sind auch vier polychrome Tafeln von hoher Qualität bekannt, von denen eine, die die Szene der Entführung von Niobs Töchtern zeigt, die Signatur des Chefmalers Carl Wendelin Anreiter trägt.“ Die auf ca. 1745 datierte Plakette wird in der Trinity Fine Art in London aufbewahrt.
39. ↑  Sartù: [..] es ist eine Art Triumph, der in der Mitte der großen Tische aufgestellt wird, auf denen die Schalen mit Salz, Zucker usw. stehen.
40. ↑  Parter, aus dem fr. Parterre: „reizender Ort mit Beeten, die mit Kräutern und Blumen geschmückt sind.“
41. ↑  Linienführung beim Schreiben, Zeichnen und beim Malen
42. ↑  Sie wurde so genannt, weil ihre Form von Kratern aus der hellenistischen Zeit abgeleitet ist.
43. ↑  Schon in jungen Jahren reiste er in Begleitung von Fanciullacci nach Neapel und besuchte die Manufakturen Poulard Prad. Giustiniani und die Brüder Migliuolo. (Biancalana 2009, S. 22)
44. ↑  Lorenzo Becheroni und sein Sohn, der nach ihm benannt wurde, waren beide als Maler bei Ginori beschäftigt.
45. ↑   Auch wenn der Stern oder das Sternchen in der Regel dem ersten Viertel des 19. Jahrhunderts zugeordnet wird, ist das Beispiel der Kratervase, die „1851 im Crystal Palace in London anlässlich der großen Ausstellung von Industriearbeiten aller Nationen“ mit einem in Gold gemalten Sternchen unter dem Vasenfuß ausgestellt wurde, bezeichnend. (Richard-Ginori 2007, S. 74)